# Beaumont-de-Pertuis
Pour les articles homonymes, voir Beaumont.
Beaumont-de-Pertuis est une commune française, située respectivement dans le canton de Pertuis, l'arrondissement d'Apt, le département de Vaucluse en région Provence-Alpes-Côte d'Azur. Le village fait partie de la Communauté de communes du Sud Luberon COTELUB. Ses habitants sont appelés les Beaumontais(es) (en langue d'oc : Béu-mountès le plus souvent, voire Béu-mounten).
Le site de Beaumont est habité depuis la préhistoire même si le noyau principal d'habitation s'est déplacé vers le sud aux alentours de l'an mil. La commune s'est autrefois appelée Beaumont-d'Apt avant de prendre son nom actuel. Beaumont est aujourd'hui un village dynamique par sa croissance démographique et l'engagement de ses habitants. Le village a mis l'accent sur le développement durable pour préserver son patrimoine historique et géographique.

## Géographie
Le village est situé entre Pertuis et Manosque, au sud-est du massif du Luberon. La superficie de la commune est de 54,03 km2 (soit 5 403,84 ha).

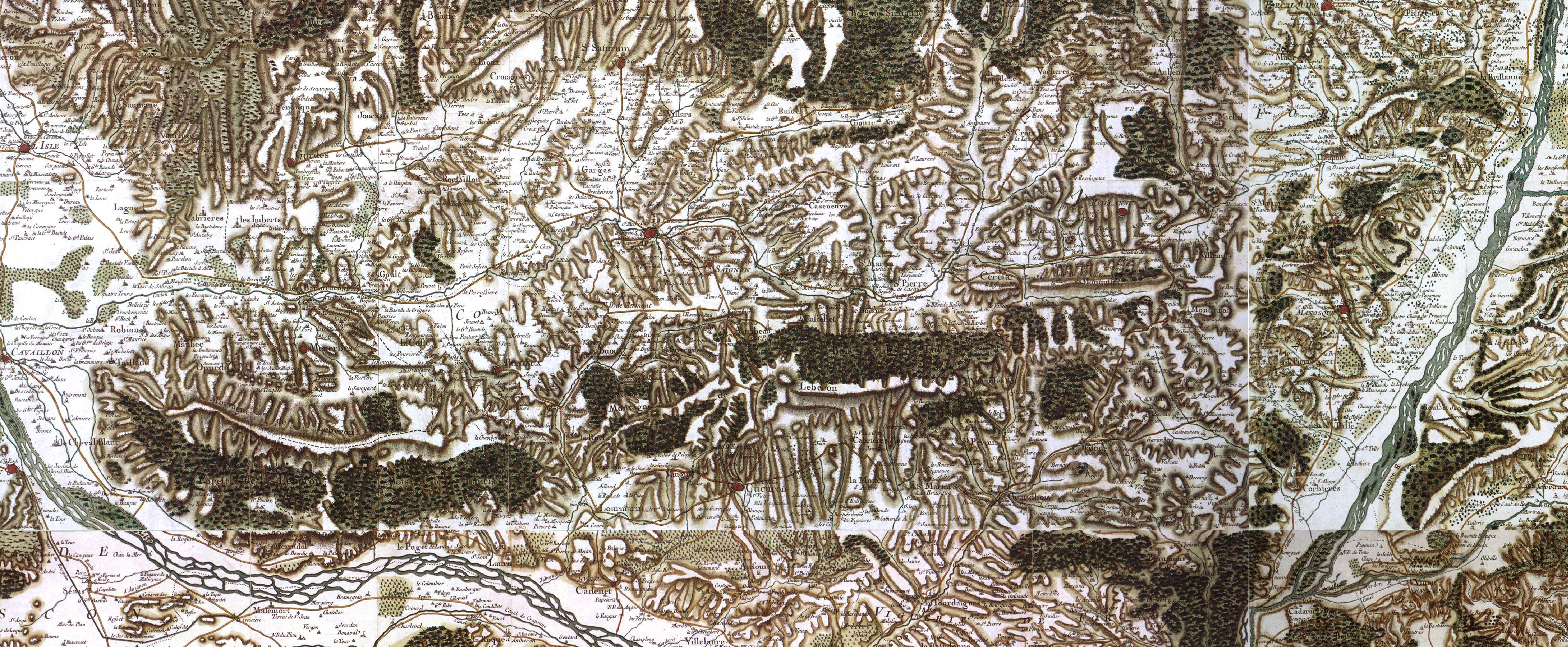
La carte de Cassini : Beaumont est au sud-est de cette portion de la carte (sur la pliure).

| La Bastide-des-Jourdans | Pierrevert Alpes-de-Haute-Provence | Corbières Alpes-de-Haute-Provence |
| Grambois                | Beaumont-de-Pertuis                | Vinon-sur-Verdon Var              |
| Mirabeau                |                                    | Saint-Paul-lez-Durance            |

### Situation, relief et géologie
Beaumont de Pertuis est située à l'extrême sud-est du département de Vaucluse et du massif du Luberon. C'est une commune étendue qui jouxte les départements des Alpes-de-Haute-Provence, du Var, et des Bouches-du-Rhône. Limitée naturellement au sud et à l'est par la Durance (affluent du Rhône), puis par le torrent de l'Aillade et au nord celui de Corbières, la commune voit ses marches vraiment artificielles vers le nord-ouest et l'ouest, c'est-à-dire du côté du département auquel elle appartient. On distingue trois ensembles naturels :
- la plaine de la Durance, orientée NNE-SSW, de 260 à 230 m d'altitude qui brusquement quitte son orientation nord pour se diriger vers l'ouest avant de franchir le défilé (clue) de Mirabeau. Cet axe correspond au grand système faillé dit de Durance. Géologiquement, on y trouve des terrains alluvionnaires récents, ainsi que les épaisses terrasses alluviales pliocènes du quartier les Plaines s'élevant à plus de 400 mètres.
- la vallée du village (perché) qui est au milieu d'un axe géologique à peu près parallèle à l'ensemble précédent, mais plus à l'ouest. Ces terrains sableux (très répandus dans le bassin voisin de la vallée d'Aigues) se sont constitués au fond de la mer miocène lors de la formation des Alpes (-23,5 à -5,3 Ma).
- les collines sont de deux sortes. À l'ouest du village, selon un axe est-ouest qui correspond à celui de la faille de Cucuron, on trouve de puissants calcaires lithographiques (à faciès tithonique) qui culminent à 598 mètres d'altitude près du Collet Pointu. Ils datent du jurassique supérieur (-140 à -130 Ma). Ces terrains imposants très faillés sont les plus anciens du massif du Luberon (fin jurassique et début crétacé). Au nord-est et en amont de la vallée du village, on trouve un bloc (en forme d'arc de cercle) de collines ressemblant aux précédentes, mais d'âge plus récent crétacé (coteaux de l'Auvière, Chabinse, plan Debrou, Coste Capeou). Au nord, dans les quartiers de l'Arnaude, Porchère, Saint-Martin, le Seuil, se trouvent des terrains d'âge oligocène, qui donnent des collines plus douces avec des terrains marneux « marnes de Viens » datant du Stampien supérieur (-25 Ma).

### Climat
Pour des articles plus généraux, voir Climat de Provence-Alpes-Côte d'Azur et Climat de Vaucluse.
En 2010, le climat de la commune est de type climat méditerranéen franc, selon une étude du Centre national de la recherche scientifique s'appuyant sur une série de données couvrant la période 1971-2000. En 2020, Météo-France publie une typologie des climats de la France métropolitaine dans laquelle la commune est exposée à un climat méditerranéen et est dans la région climatique Provence, Languedoc-Roussillon, caractérisée par une pluviométrie faible en été, un très bon ensoleillement (2 600 h/an), un été chaud (21,5 °C), un air très sec en été, sec en toutes saisons, des vents forts (fréquence de 40 à 50 % de vents > 5 m/s) et peu de brouillards.
Pour la période 1971-2000, la température annuelle moyenne est de 12,7 °C, avec une amplitude thermique annuelle de 17,4 °C. Le cumul annuel moyen de précipitations est de 719 mm, avec 6 jours de précipitations en janvier et 3 jours en juillet. Pour la période 1991-2020, la température moyenne annuelle observée sur la station météorologique de Météo-France la plus proche, « La Bastide des Jourdans », sur la commune de La Bastide-des-Jourdans à 7 km à vol d'oiseau, est de 13,5 °C et le cumul annuel moyen de précipitations est de 698,1 mm. 
La température maximale relevée sur cette station est de 42,4 °C, atteinte le 28 juin 2019 ; la température minimale est de −12,3 °C, atteinte le 6 février 2012,,.
Les paramètres climatiques de la commune ont été estimés pour le milieu du siècle (2041-2070) selon différents scénarios d'émission de gaz à effet de serre à partir des nouvelles projections climatiques de référence DRIAS-2020. Ils sont consultables sur un site dédié publié par Météo-France en novembre 2022.

### Hydrographie
Du point de vue hydrographique, la commune a trois bassins de réception commandés par la Durance, qui forme une limite naturelle à l'est. Le plus étendu de ces bassins est celui du « torrent » du Saint-Marcel (longueur environ 10 km) qui prend sa source près de la ferme de l'Arnaude (420 mètres) et se jette dans la Durance à 230 mètres d'altitude, après avoir été renforcé par de nombreux cours d'eau dont le principal est celui du Saint-Laurent (confluence en dessous du village). À l'ouest, vers Grambois, les rares ruisseaux descendent vers la vallée de l'Eze (la Tour d'Aigues, Pertuis, puis la Durance). À l'est, plusieurs courts « torrents » se jettent directement dans la Durance (l'Aillade, Bourguet, Loubière, Saint-Légier). Au nord, la limite de la commune est le torrent de Corbières un peu plus important que le groupe précédent. Aucun cours d'eau ne coule toute l'année, et les désignations locales de torrent, vallon, combe et ravin sont précises.

### Milieux naturels et biodiversité

#### Situation générale
Les milieux naturels occupent 73 % de la superficie de la commune. La faune et flore de la commune de Beaumont sont jugées riches par le parc naturel du Luberon qui a souligné l'intérêt du patrimoine naturel beaumontais dans l'Atlas du Parc du Luberon.

#### Cadre réglementaire
La commune compte plusieurs « zones naturelles d'intérêt écologique, faunistique et floristique » (ou ZNIEFF terrestres):
| Types de règlementation                     | Zones concernées                                                                  |
| ------------------------------------------- | --------------------------------------------------------------------------------- |
| ZNIEFF de type « I »                        | 2 zones sont concernées : confluence Durance-Verdon et Basse Durance              |
| ZNIEFF de type « II » (le plus important !) | 3 zones sont concernées : le Rocher de Saint-Eucher, Plaine, Basse Durance.       |
| Un arrêté préfectoral du 25/04/1990.        | Il vise la protection des grands rapaces du Luberon et concerne toute la commune. |

Le parc du Luberon favorise aussi l'élevage ovin.

#### Richesse de la flore et de la faune
Au niveau de la flore, retenons l'exceptionnelle richesse en plantes messicoles (les espèces rarissimes sont nombreuses) entre les fermes de la Ringuière à l'ouest et Porchière à l'est. De même, de nouvelles espèces ont été découvertes et sont présentes aussi dans ce secteur (exemples : gui du genévrier Arceuthobium oxycedri découvert par Bernard Girerd, Ziziphora capitata qui est toute nouvelle pour la France).
Le biotope est lié à la Durance, notamment du fait d'une ripisylve ancienne, originale et étendue, des étendues de galets, lônes et marais qui permettent la nidification de nombreux oiseaux (exemple : le héron pourpre Ardea purpurea) ou l'hivernage (exemple : le grand cormoran Phalacrocorax carbo). Les lacs de Beaumont sont consécutifs à la création de petits barrages EDF. L'endroit est aussi une importante voie de migration pour les oiseaux (exemple le plus visible : la cigogne noire Ciconia nigra).
On peut noter aussi une allée remarquable de mûriers blancs à l'entrée nord du village.

Faune et flore
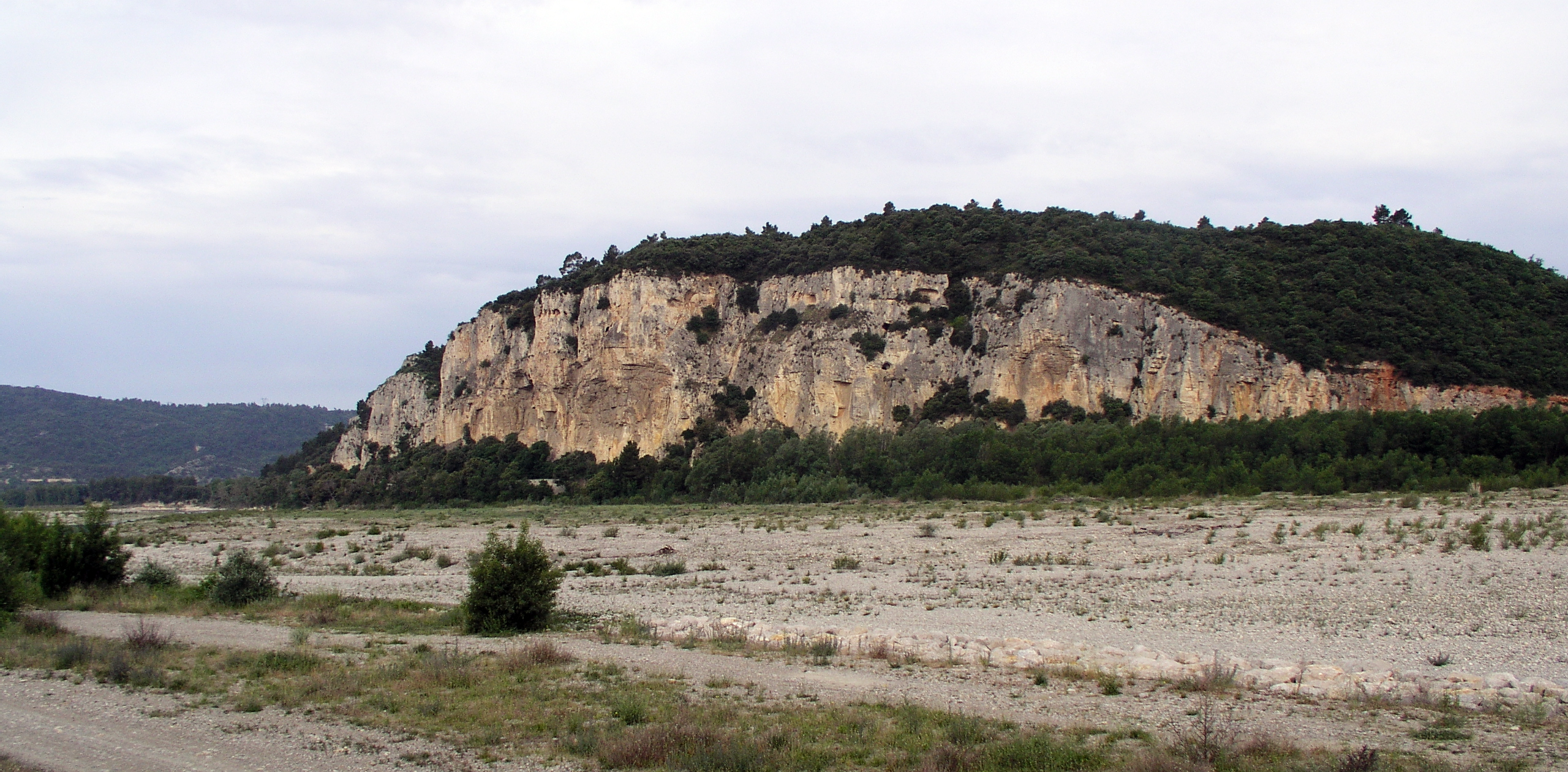
La Durance et le rocher de Saint-Eucher.
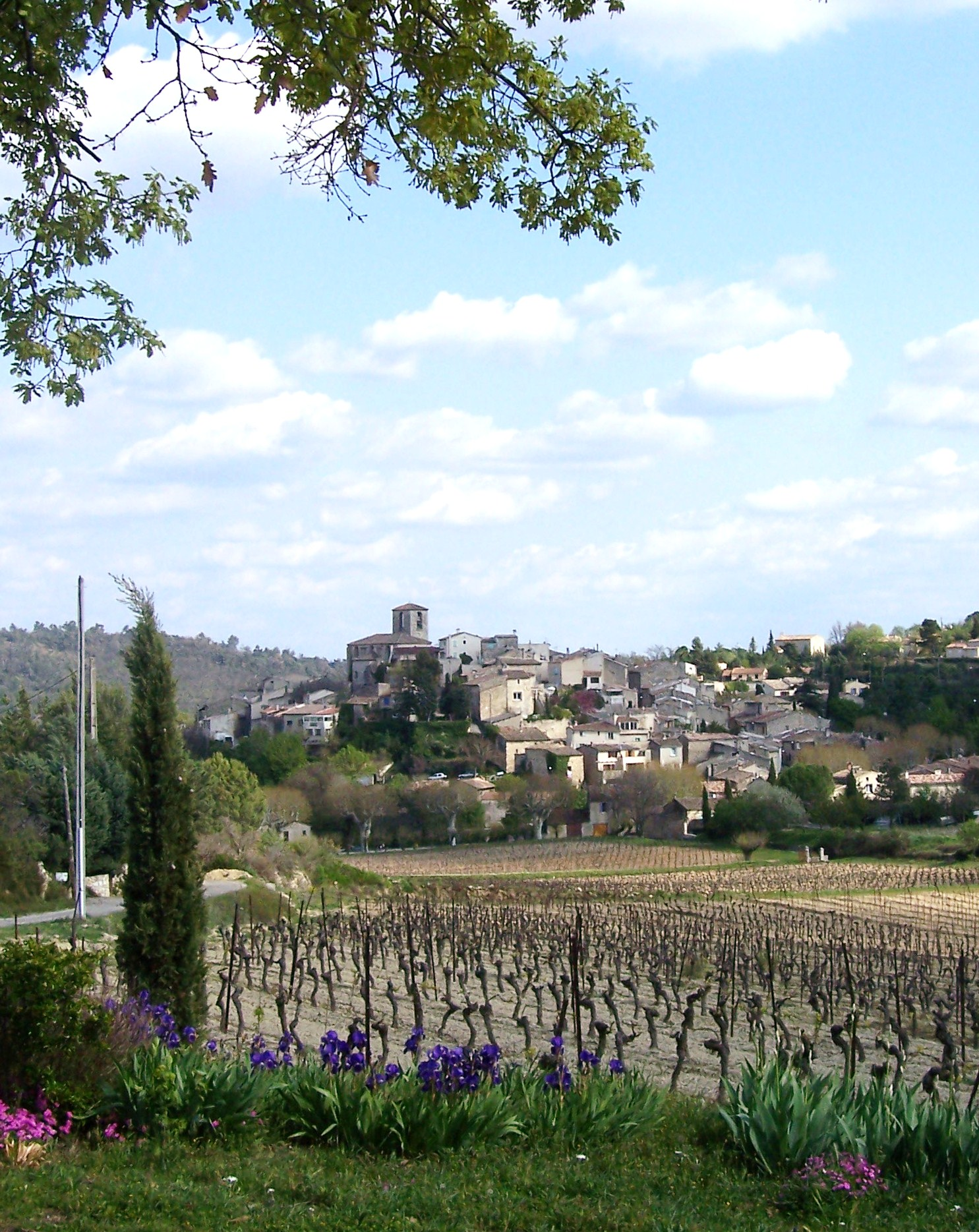
Beaumont et son terroir viticole.
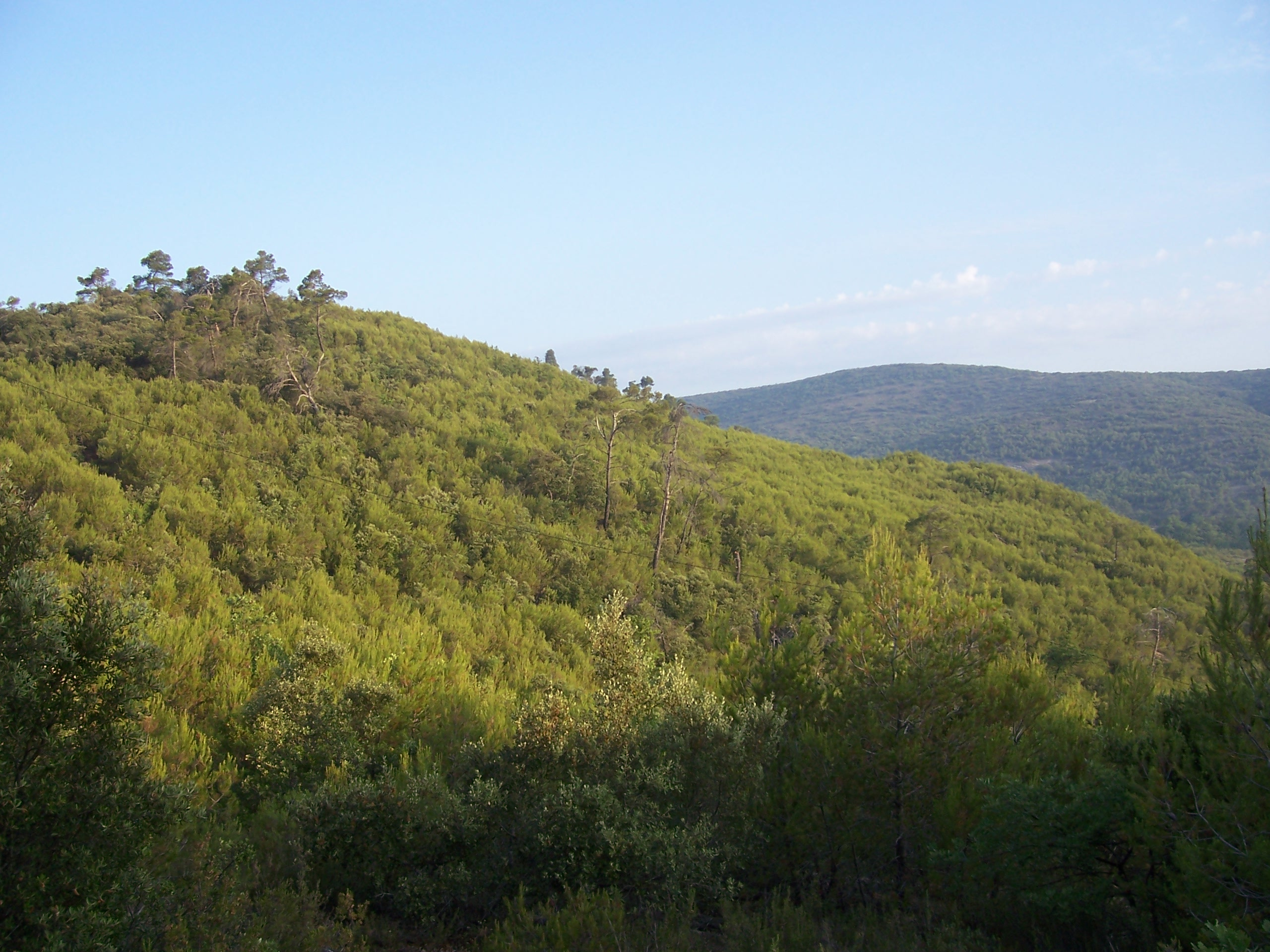
Forêt méditerranéenne en direction du « vallon de Christol » vers Mirabeau.
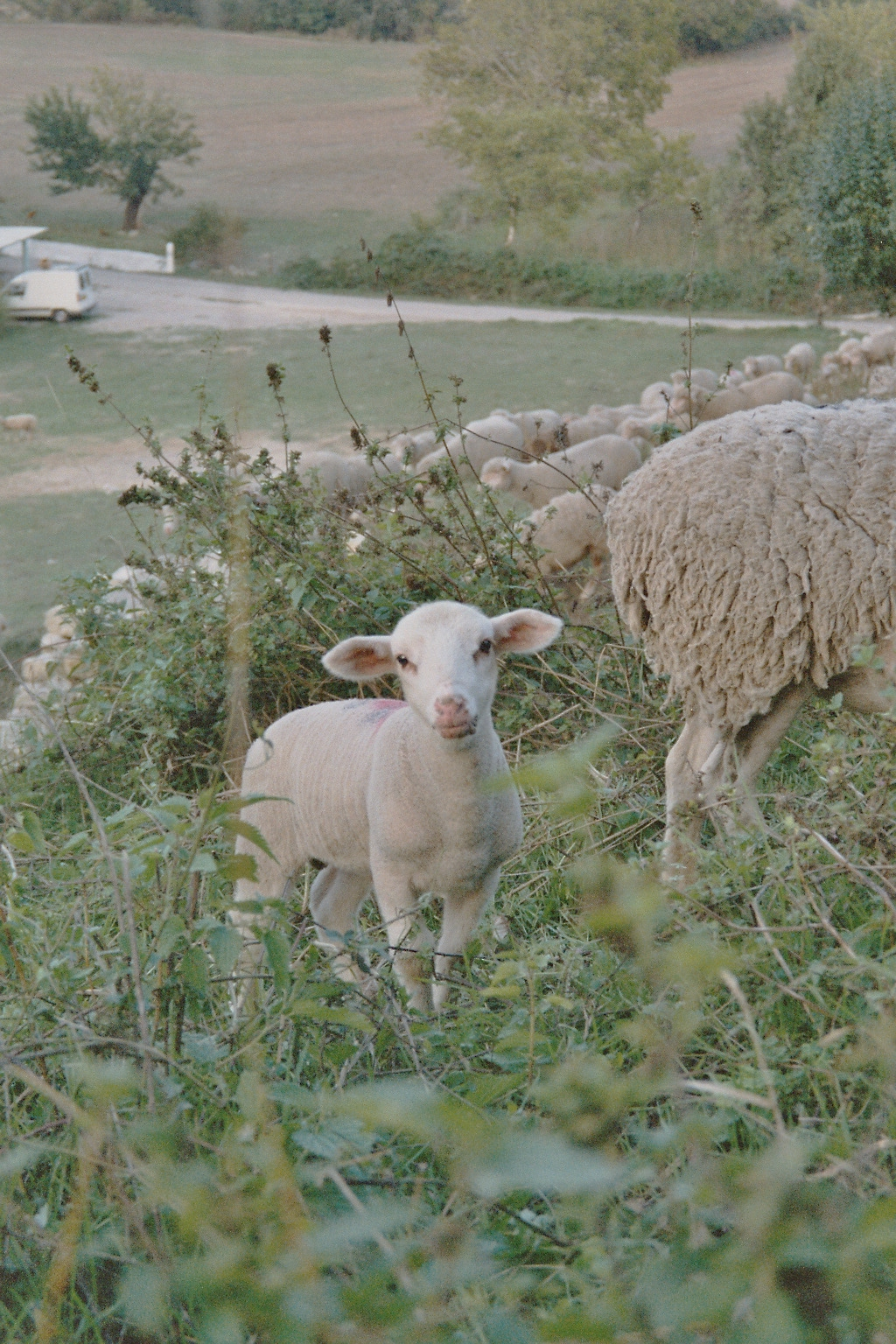
Jeune mouton sur les parcelles 18 ou 15 en 2005.

## Urbanisme

### Typologie
Au 1er janvier 2024, Beaumont-de-Pertuis est catégorisée commune rurale à habitat dispersé, selon la nouvelle grille communale de densité à sept niveaux définie par l'Insee en 2022.
Elle est située hors unité urbaine. Par ailleurs la commune fait partie de l'aire d'attraction de Marseille - Aix-en-Provence, dont elle est une commune de la couronne,. Cette aire, qui regroupe 115 communes, est catégorisée dans les aires de 700 000 habitants ou plus (hors Paris),.

### Occupation des sols
L'occupation des sols de la commune, telle qu'elle ressort de la base de données européenne d’occupation biophysique des sols Corine Land Cover (CLC), est marquée par l'importance des forêts et milieux semi-naturels (65,4 % en 2018), une proportion sensiblement équivalente à celle de 1990 (65,8 %). La répartition détaillée en 2018 est la suivante : 
forêts (53,3 %), zones agricoles hétérogènes (14,9 %), terres arables (10,6 %), milieux à végétation arbustive et/ou herbacée (9,4 %), cultures permanentes (6,3 %), espaces ouverts, sans ou avec peu de végétation (2,7 %), eaux continentales (1,5 %), zones urbanisées (0,8 %), prairies (0,5 %). L'évolution de l’occupation des sols de la commune et de ses infrastructures peut être observée sur les différentes représentations cartographiques du territoire : la carte de Cassini (XVIIIe siècle), la carte d'état-major (1820-1866) et les cartes ou photos aériennes de l'IGN pour la période actuelle (1950 à aujourd'hui).

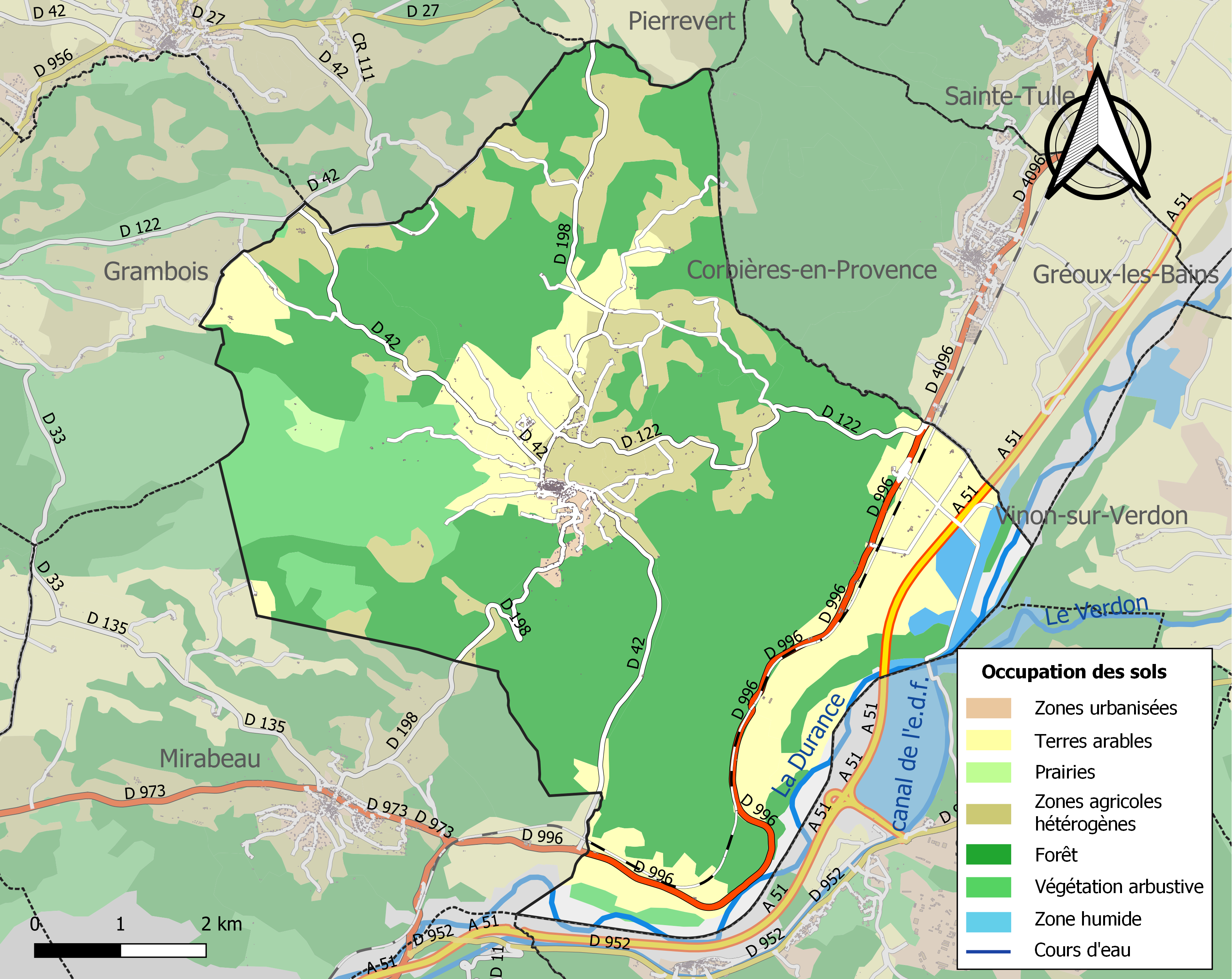
Carte des infrastructures et de l'occupation des sols de la commune en 2018 (CLC).

### Lieux-dits, hameaux et écarts
Beaumont compte de nombreux lieux-dits :
les Beaumettes, Capitaine, Saint-Laurent, Saint-Gervais, la Pourraque, Cadode, la Bastide Neuve ou la Neuve, Villebonne, la Ringuière, Carabelle, l'Arnaude, les Rourets, l'Escarenne, les Retournades, les Robiniers, la Combe, les Escaravillons, LlEspagnol, le Seuil, le Moulin à Vent, Silvabelle, la Pomme d'Or, Picfirmin (appelé localement Pifarny), Saint-Martin, le Cafeton, Federy, Decory, Toullet, la Tour d'Oriol, Bartaud, les Plaines, le Plan de Beaumont, Négréoux.

### Voies de communication et transports

#### Voies routières
Situé dans un contrefort du grand axe durancien (Avignon-les Alpes-Italie du Nord), et à mi-distance de Pertuis et Manosque, le village compte plusieurs petites voies d'accès :
1. Depuis les grandes villes du Sud (Aix-en-Provence, Marseille) et en passant par le pont de Mirabeau, la D 996 passe à cinq kilomètres à l'est du village et l'accès au village se fait par une route qui remonte la vallée du Saint-Marcel. Un pont de chemin de fer limite la hauteur des véhicules à 3,80 mètres.
2. Au nord, depuis Sainte-Tulle et Manosque (19 km), un accès étroit et sinueux sur cinq kilomètres, passant le col des Robiniers, débute aussi de la même ancienne route nationale 96.
3. Par la route départementale 973 depuis le sud-sud ouest par Mirabeau, en venant de Pertuis ou Avignon, la route étroite et sinueuse passe le col des Campanettes.
4. À l'ouest, la D 42 relie Beaumont de
5. Pertuis à la vallée d'Aigues (La Bastide-des-Jourdans, Grambois, La Tour-d'Aigues) par le col de La Ringuière.
6. Au nord, la petite D 122 qui conduit vers Pierrevert constitue une voie peu fréquentée, qui dessert surtout les fermes avoisinantes.

Aucun contact direct n'est possible avec les communes limitrophes par delà la Durance (Vinon-sur-Verdon dans le Var, Saint-Paul-lès-Durance dans les Bouches-du-Rhône) car le pont, sur le barrage EDF, est exclusivement réservé aux travailleurs du CEA de Cadarache. Pour les mêmes raisons, il n'y a pas d'accès à l'autoroute A51 proche (sortie Saint-Paul-lès-Durance).

#### Services autocars

##### Lignes départementales
Le village est desservi par 1 ligne départementale:
| Ligne | Tracé                         |
| ----- | ----------------------------- |
| 17.3  | Beaumont-de-Pertuis ↔ Pertuis |

#### Transport ferroviaire
Le trafic ferroviaire est possible par les gares les plus proches de Pertuis et de Manosque à environ 20 kilomètres.

### Risques majeurs

#### Risque sismique

##### Le risque
- Tableau des tremblements de terre remarquables.

| Année        | Description des dégâts                                                                                    | Éventuelle évaluation de l'intensité | Épicentre                       |
| ------------ | --- | ------------------------------------ | ------------------------------- |
| 1509         | Dégâts inconnus                                                                                           | évaluation impossible                | inconnu                         |
| 5 août 1708  | dégâts causés à l'église                                                                                  | évaluation impossible                | Manosque                        |
| 19 mars 1812 | Morts, maisons écroulées, les habitants doivent vivre à l'extérieur du village dans des abris de fortune… | 7-8                                  | Beaumont-de-Pertuis             |
| 1909         | Dommages causés aux édifices publics et privés                                                            | 6,2                                  | Lambesc                         |
| 1994         | Les secousses sont ressenties par les habitants, fissures                                                 | faible                               | Beaumont-de-Pertuis et environs |

L’histoire de Beaumont a été marquée par plusieurs tremblements de terre importants : le premier en 1509 est assez mal connu, le deuxième en 1708 (auquel il faut ajouter une probable « réplique » en 1709) est mieux documenté, l'épicentre du séisme ayant été Manosque. Grégory Quenet a consacré une large part à cet événement dans son livre Les Tremblements de terre aux XVIIe et XVIIIe siècles. La naissance d'un risque paru en 2005 aux éditions Champ Vallon.
Le XIXe siècle fut particulièrement fourni en séismes. Il y en eut trois importants. Le premier, en 1812 est le plus important, le second en 1838, et le troisième le 28 septembre 1841.
Le séisme de Lambesc en 1909 est ressenti à Beaumont. Plus récemment, en 1993 et 1994, de nombreuses secousses sans conséquence ont été ressenties dans la vallée de la Durance. Le premier endroit où le phénomène a été perceptible a été Beaumont le 15 janvier 1994.
En 2002, une expertise d'une association archéologique a vu le jour.

##### Les séquelles du tremblement de 1812
Le séisme du 19 mars 1812 à minuit est d'une violence inouïe. Le tremblement de terre a eu une grande amplitude et touche cruellement les habitants. Jules Courtet, dans son Dictionnaire du Vaucluse, narre : À minuit et demi, une grande détonation se fit entendre à côté de la Durance et fut suivie d'une forte commotion et de balancements de l'est à l'ouest. Une nouvelle secousse eut lieu deux heures après. La corniche du clocher et plusieurs maisons s'écroulèrent : la population entière bivouaqua dans les champs sous des baraques. Ces secousses se renouvelèrent, presque chaque semaine, à Beaumont jusqu'au mois de septembre. Il est suivi de 75 répliques. Beaumont-de-Pertuis a été marquée par ce séisme, des fissures sur les monuments publics comme l'église Saint-Jean-Baptiste sont toujours visibles.

## Toponymie
La première référence concernant Beaumont apparaît en 1079 dans le cartulaire de l'abbaye Saint-Victor de Marseille sous le vocable de bellum montem mias aussi Bellimontis. Le terme désigne le village sur une hauteur. Baùmoun en Provençal signifie aussi la grotte et rappelle par ce jeu de mots, la présence de la grotte d'Eucher. En langue d'oc, le nom de la commune est Béu-mount de Pertus en graphie moderne ou Bèumont de Pertús en graphie classique.

## Histoire

### Préhistoire et Antiquité
En l’absence de fouilles archéologiques, seules des monnaies ou des débris d’amphores trouvées incidemment dans le sol nous renseignent sur l’existence d’un groupement humain av. J.-C. Ce groupement n’est pas encore celui de Beaumont, car il n'est pas situé dans l'actuel village, mais dans sa limite communale actuelle, sur la colline en face du village. En définitive, on ne peut que s’en remettre à l’histoire de la Méditerranée et la comparer avec l’histoire du proto-Beaumont et constater que le schéma du passage de la période antique à la période médiévale accompagné par un changement de lieu d'habitat et d'un encastellamento correspond à celui du village.
La première source écrite date du Ve siècle : ce lieu, appelé alors « Mont Mars », faisait partie des domaines d’Eucher, sénateur de la Narbonnaise. Eucher, qui devient archevêque de Lyon en 435, écrivit lors de son intronisation à sa fille : « Si ergo tibi non displicet, coman capitis mei tondere decrevi et vitam ducere solitariam in specu, quam juxta voluntatem mea Dominus ostendit, sitam in territorio aquensi in agro nostro, quem Montem Martium appelamus, fluvio Duranciæ immientem ».

### Moyen Âge
Au Mont de Mars fut substitué Bellus mons. Cette dénomination est devenue d’usage courant en 1084, quand le pontife Grégoire VII remet par bulle le prieuré de Beauvoir à l'abbaye Saint-Victor de Marseille. La chapelle de Notre-Dame de Villevieille (Villa Veteris) situe encore l’emplacement du village primitif. Le village fut un temps dénommé Beaumont-les-Nobles.
En 1079, apparaît le nom de Bellum Montem, le village fortifié ou le castrum car comme le précise Jean-Pierre Muret, « sans prétendre faire figure de place forte, Beaumont peut passer pour le type même du castrum médiéval au plan elliptique, centré sur la résidence seigneuriale et sur l’église. ».
En 1178, Bertrand de Forcalquier qui prépare son départ pour les croisades, cède une partie de ce fief aux hospitaliers de Saint-Jean de Jérusalem. Quelques années plus tard, en 1199, par une charte, Gérard de Beaumont vend sa part pour 4 000 sous guillermins à Guillaume de Sabran, le nouveau comte de Forcalquier. Il lui octroie une partie du château et de la seigneurie de Beaumont (phénomène du co-seigneuriage).
Le 29 juin 1220, les accords de Meyrargues sont signés entre Guillaume de Sabran et Raymond Bérenger IV de Provence, au sujet du comté de Forcalquier qu'ils se disputaient. Le Sud du comté de Forcalquier est attribué à Guillaume de Sabran, de la Durance à Forcalquier non-incluse ; le Nord jusqu'au Buëch allant à Raimond Bérenger. Beaumont constitua une enclave attribuée à Raymond Bérenger.
Les comtes de Forcalquier continuent ensuite de s’implanter autour de Pertuis en achetant les droits seigneuriaux des Villars en 1287.
Les bénédictins de Saint-André de Villeneuve-lès-Avignon possèdent à Beaumont le prieuré de Saint-Gervais, ainsi que deux autres églises rurales du XIIe au XVe siècle.
Durant cette période, le village se signale par l’abondance de fondations religieuses sur son territoire : Notre-Dame-de-Villevieille, Saint-Laurent, Saint-Martin, Saint-Eucher, Saint-Gervais, Saint-Marcel, Notre-Dame de Beauvoir, Saint-Romain. Une décennie plus tard, une partie de la seigneurie est inféodée au Cornut pendant que l'autre partie revient à la famille de Beaumont. Ses fils Bertrand et Pierre Cornut, en 1285, passent un acte d’habitation pour repeupler le village. Mais deux ans plus tard, le 13 août 1287, ils cèdent cette seigneurie et celle de Mirabeau à Charles II de Provence, roi de Naples, contre ses terres de Limans.
En 1345, la seigneurie semble encore peu peuplée puisque le co-seigneur Guillaume Jourdan pour la rentabiliser cède sur son territoire des droits de pâture à l’abbaye de Valsaintes, actuellement dans les Alpes-de-Haute-Provence.
La seconde moitié du XIVe siècle est une période troublée par les ravages causés par les épidémies, la guerre et les compagnies de gens d’armes qui menacent les villages et demandent des rançons importantes. Les remparts du « premier Beaumont », celui du XIe siècle sont désormais trop petits pour tenter de protéger les habitants et on assiste à la construction d'une nouvelle enceinte. Ces remparts existent en partie aujourd'hui (voir partie Lieux et monuments).
Au XVe siècle, le roi René, comte de Provence, inféode ce fief aux Bolliers qui le vendent aux Vaesc qui, à leur tour, le cèdent à la famille d’Agoult.

### Temps modernes

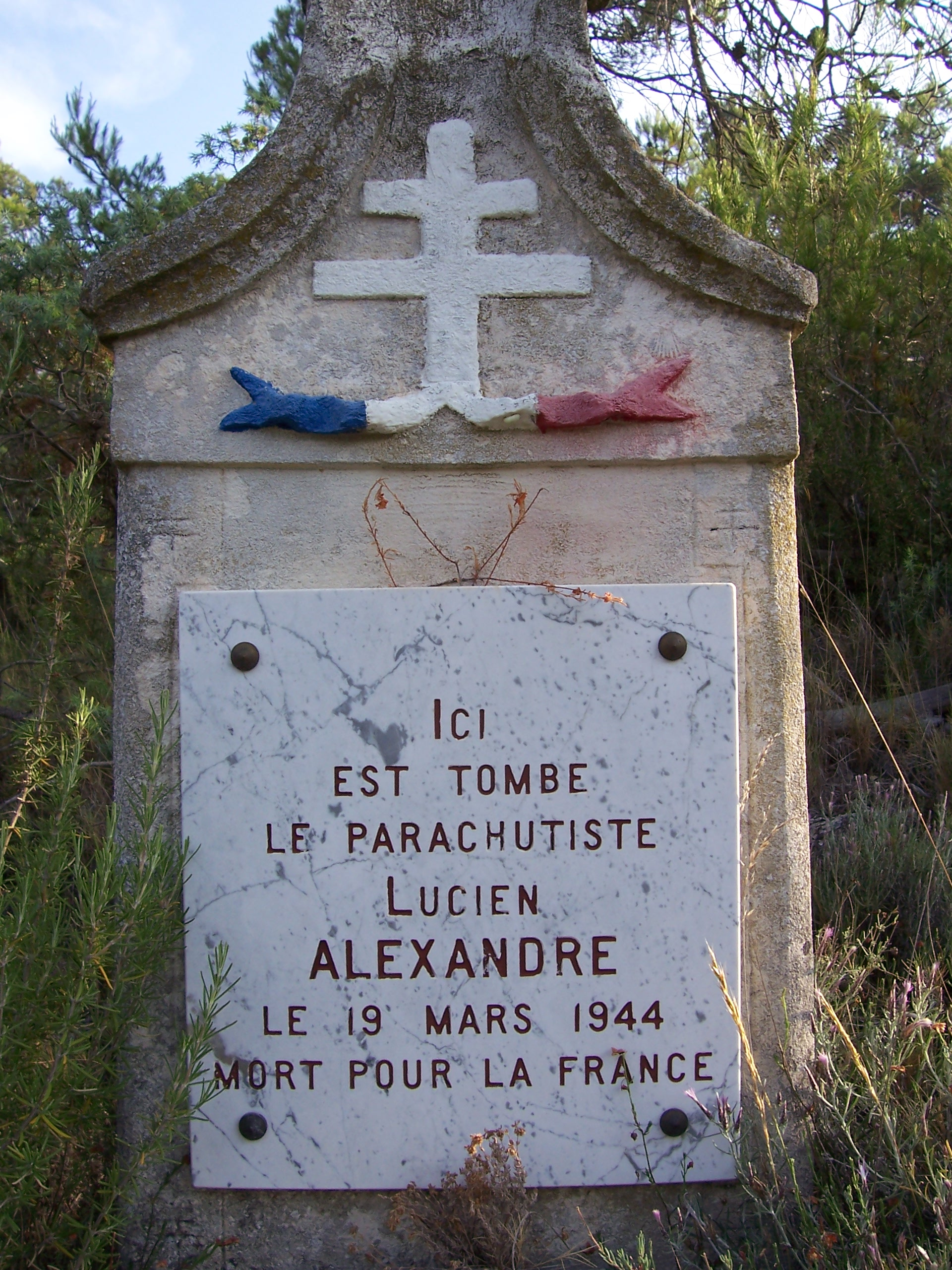
Stèle du parachutiste mort à Beaumont-de-Pertuis (vallon de Christol, été 2007).

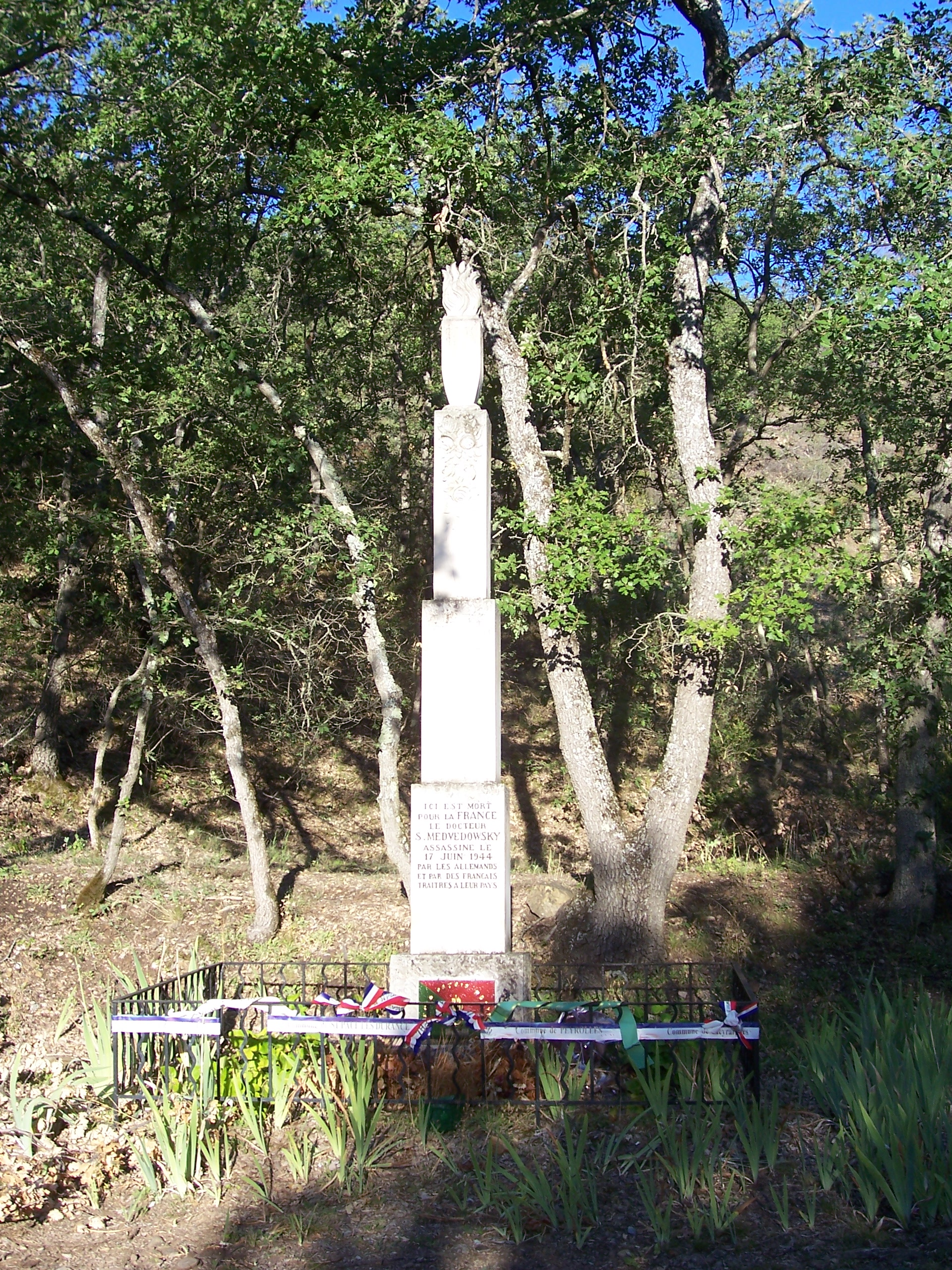
Monument à la mémoire du docteur Schléma Medvedowski (1891-1944), assassiné par la Milice française.

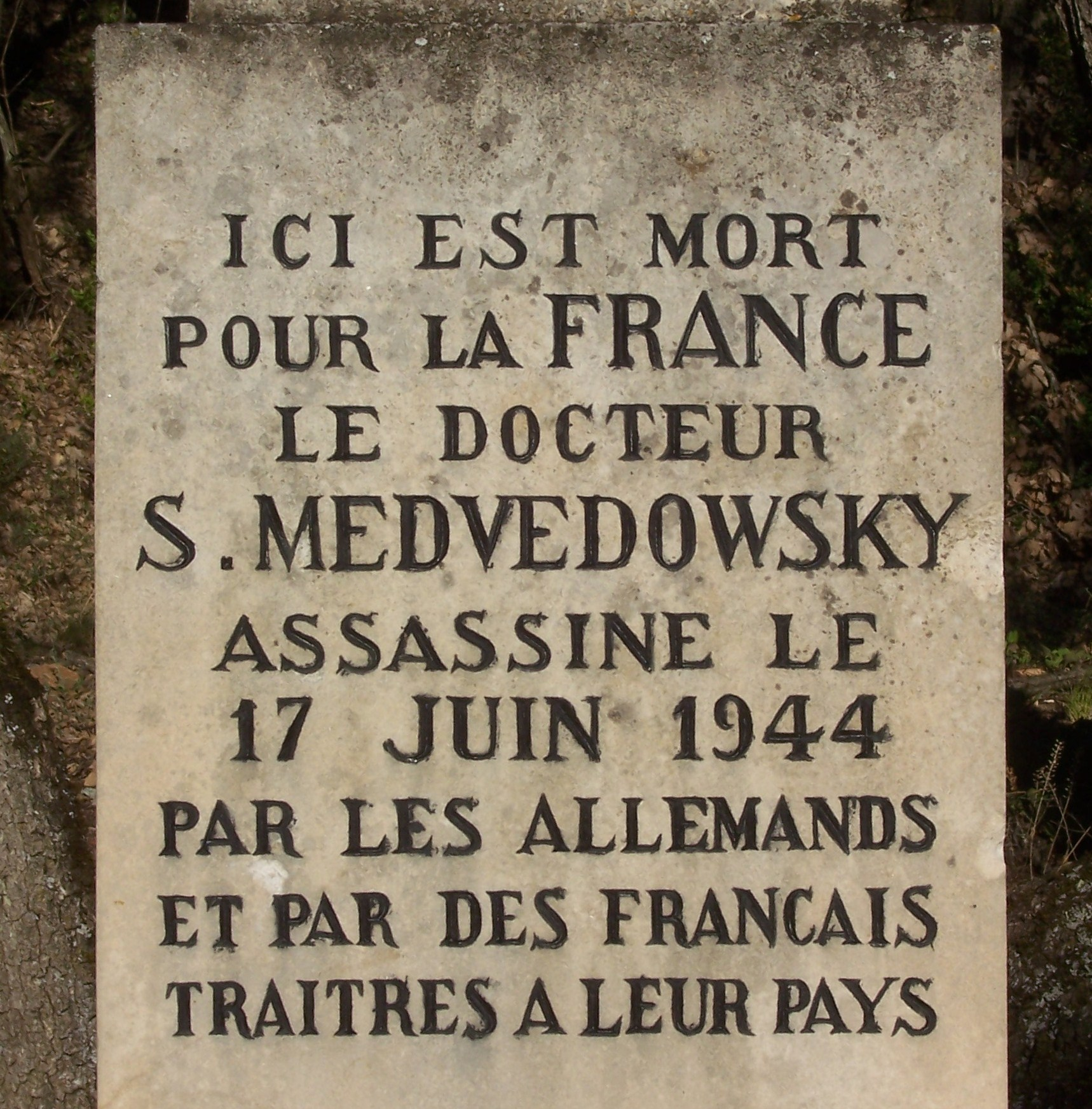
Inscription du monument pour le souvenir du docteur Schléma Medvedowski.

Le XVIe siècle commence par un catastrophique tremblement de terre, mais il est suivi d'une période de reconquête démographique sous la direction politique des d’Arlatan puis de Jean-Louis-Nicolas de Bouliers en 1545 qui vend une petite partie de son fief à Thomas Riquetti, seigneur de Mirabeau). En 1541, la couronne de France instaure la viguerie d'Apt et Beaumont fait partie des quarante-quatre « communautés villageoises » qui la composent.
Les guerres de Religion entre protestants et catholiques touchent le Luberon avec une grande intensité. L'épisode le plus sanglant est la destruction de Mérindol le 18 avril 1545. Beaumont traverse aussi difficilement cette période puisqu’en 1589, le village qui est devenu par la force un bastion de la Ligue catholique, est pris par La Valette qui fait pendre vingt hommes. L'épisode se déroule pendant ce que les historiens appellent la huitième guerre de Religion (entre 1585 et 1598). En 1585, le sieur de Saint-André, un parent de Jacques d'Albon de Saint-André, occupe le village avec 400 hommes. Quatre ans plus tard, en juin 1589, la Valette entame un siège du village et le bombarde avec cinq pièces d'artillerie. Le village se rend le 17 juin 1589 puis est mis à sac et un feu prend ; vingt Beaumontais sont pendus.
1708, deuxième important tremblement de terre qui endommagera l'église paroissiale (tout comme un certain nombre d'entre elles aux alentours) mais aussi moulins, fontaines et fours. À cela s'ajoute un hiver rude qui détruira une grande partie des oliviers. Les travaux ayant été reportés, l'église s'effondre en 1709.
En 1713, Beaumont est érigé en comté pour Jean Antoine Riquetti de Mirabeau. Après la Révolution, Apt entre dans le département français du Vaucluse et entraîne dans son sillage le village.

### Époque contemporaine
La première grande guerre du XXe siècle touche la petite cité. Les Beaumontais sont en deuil (voir la partie sur les « symboles républicains »). Ces années marquent le commencement de l'« exode rural » qui s'accroît surtout à partir de la fin des années 1950, période où l’accroissement annuel moyen maximum de la productivité agricole dans le pays est la plus élevée. Pourtant, cet exode s'arrête assez tôt à Beaumont en raison de la proximité d'un centre de recherche nucléaire et de l'attrait du Luberon (voir partie « Population totale »).
Le village vit des tensions importantes durant la Seconde Guerre mondiale. La stèle commémorative d'un parachutiste rappelle que le village abrite alors un foyer de résistance armée. Le maire du village, Félix Faury est assassiné le 3 mai 1944.

### Linguistique historique: la langue d'oc àBéumount
De nombreuses personnes, notamment âgées parlent la langue d'oc. Elles s'expriment essentiellement en dialecte maritime (de la mar) mais avec une grande influence du Gavot et du Rhodanien. La Grammaire provençale de Guy Martin et Bernard Moulin reproduit 25 cartes de la Provence où ils placent les limites des différentes manières de prononcer la langue d'oc. Les auteurs utilisent une graphie unifiée, il ne s'agit que de prononciation. Dans les faits les Beaumontais comme les autres Provençaux utilisent majoritairement la graphie mistralienne pour écrire.

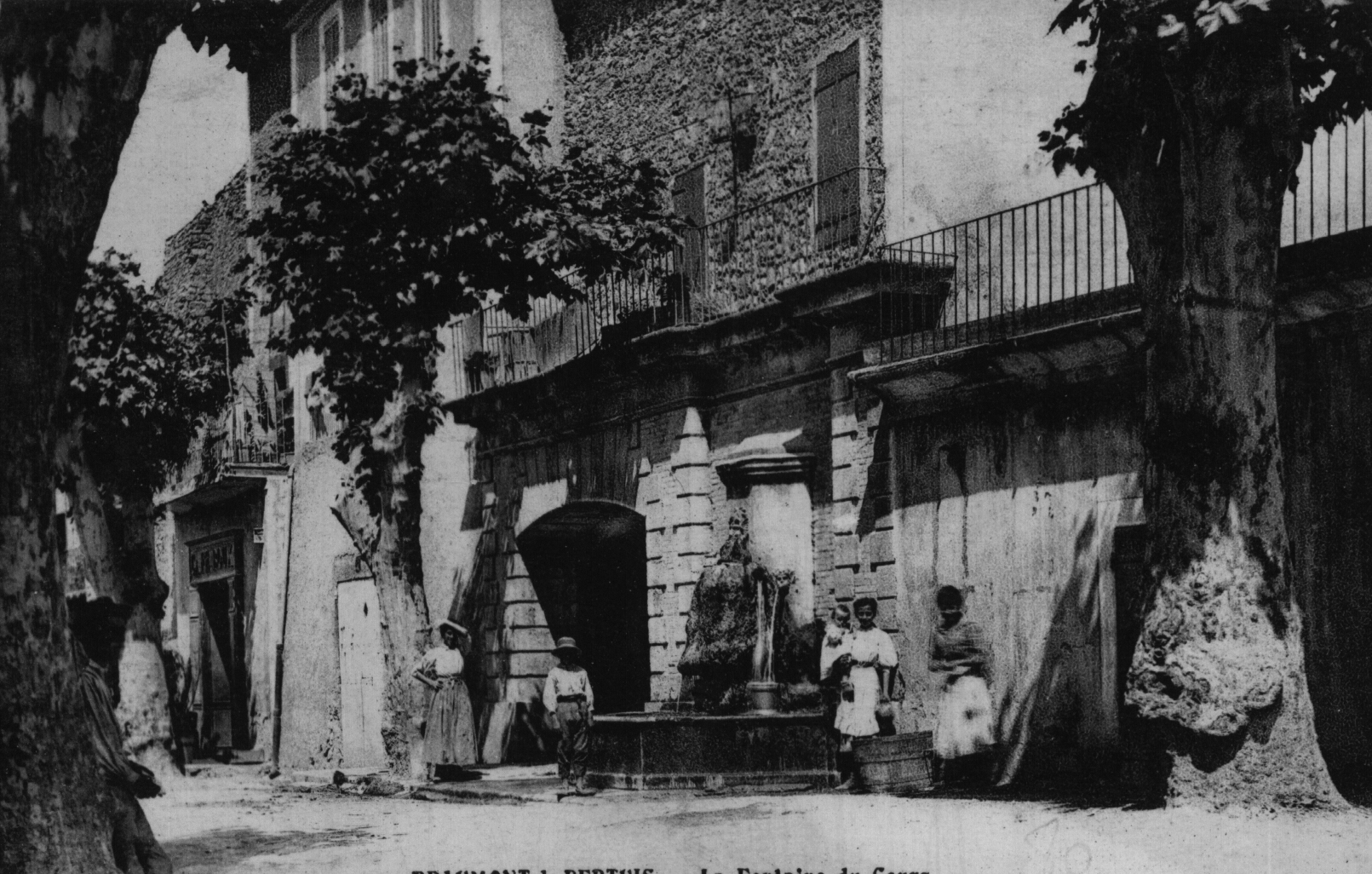
carte ancienne de la fontaine du « Cours ».

Quelques exemples du parler Beaumontais :
- « Ca » est prononcé [ka]. Exemple : la casado (maisonnée) o la caseto (la maisonnette).
- Prononciation des d intervocaliques (pas d'amuïsement) : l'annado (l'année).
- Le suffixe « ion » se prononcent « ien »[65].

Les Beaumontais prononcent avec une grande régularité les « s » finaux y compris en Français. Ainsi le « s » du « cours Emile-Pardé » est toujours prononcé.

## Politique et administration

### Tendances politiques

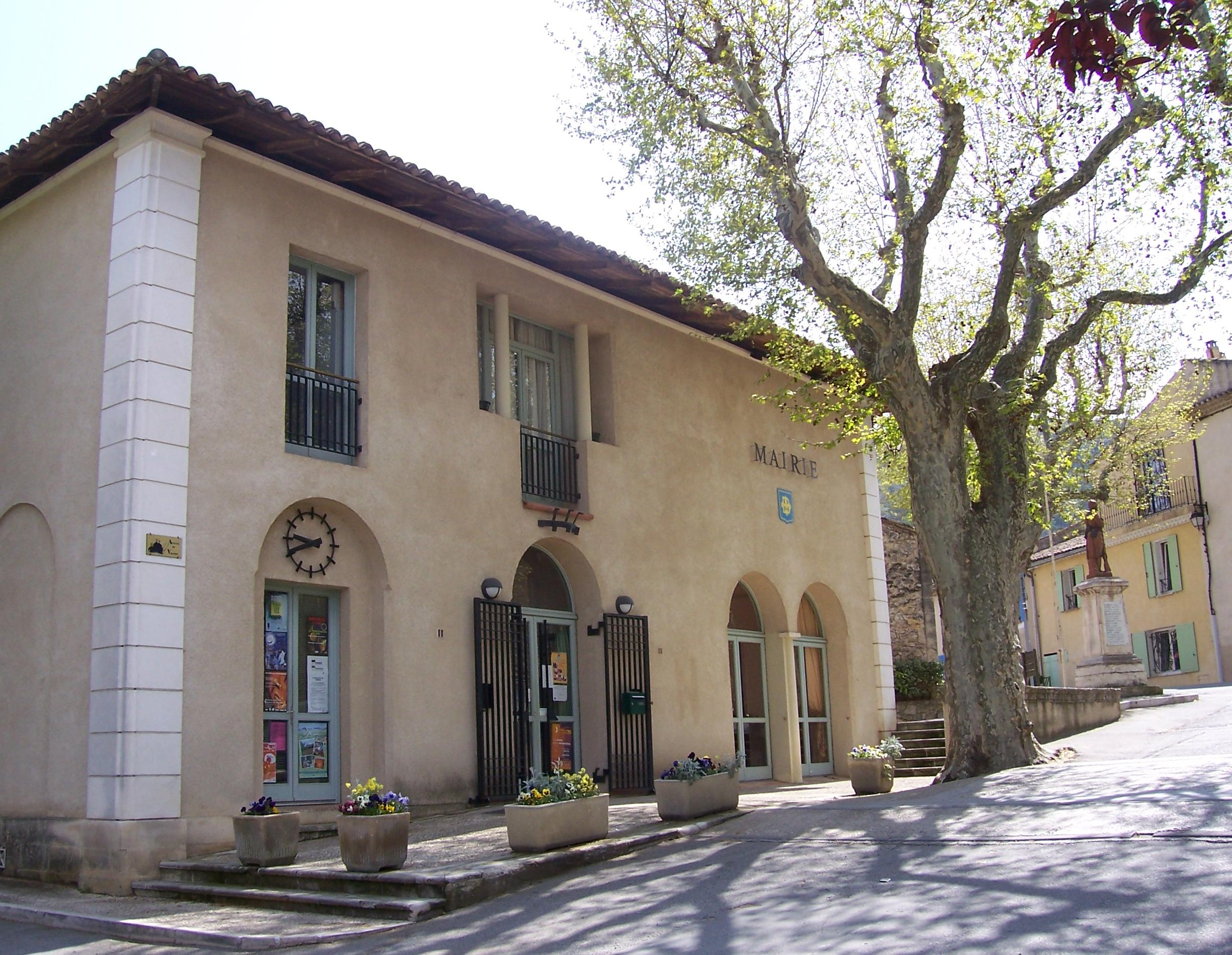
Façade de la mairie de Beaumont-de-Pertuis.

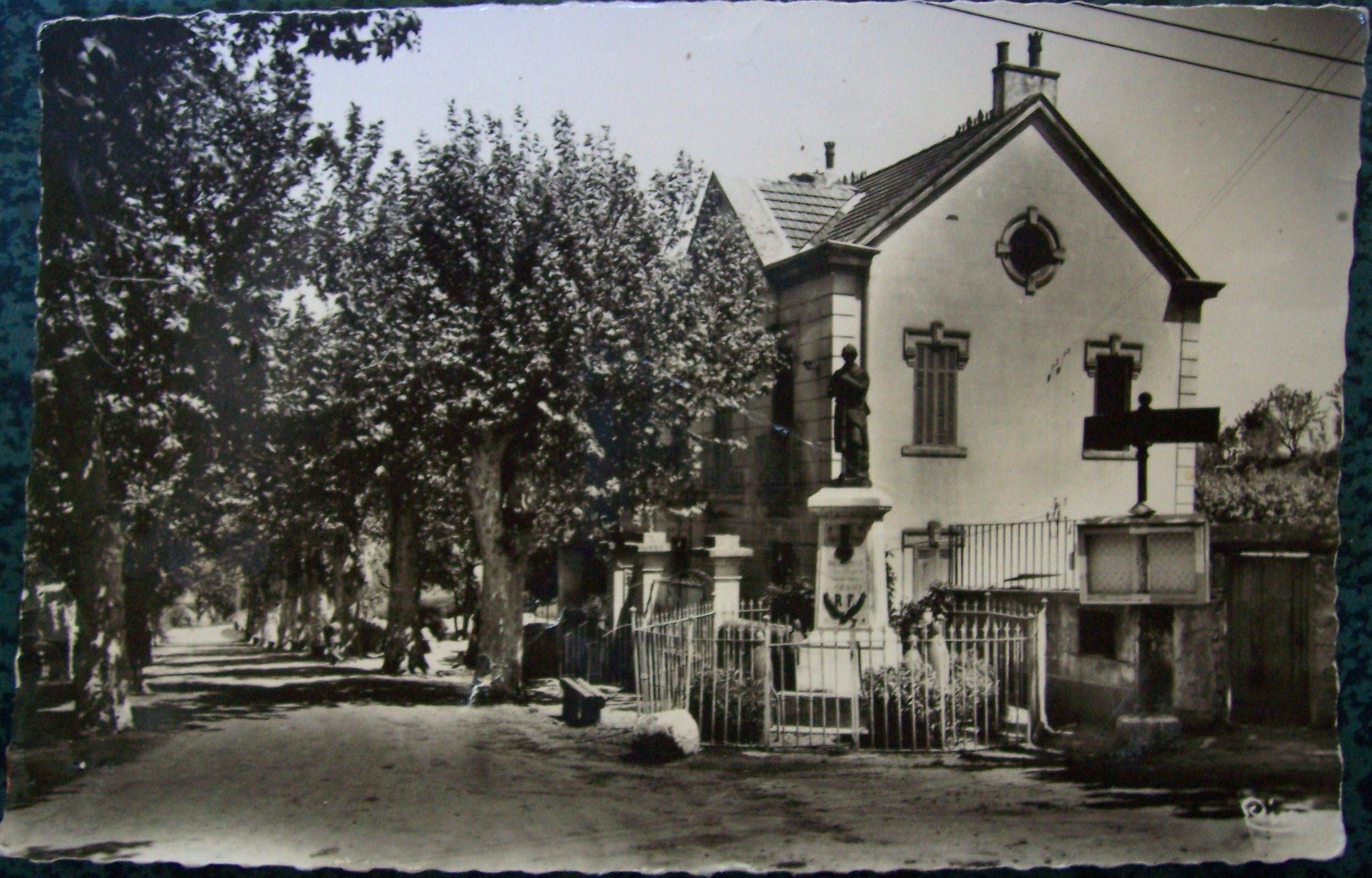
Avant la mairie, il y avait un hôtel du nom de « Châlet » (derrière le monument aux morts)

#### Liste des maires
| Période                             | Période                             | Identité           | Étiquette         | Qualité                                           |
| ----------------------------------- | ----------------------------------- | ------------------ | ----------------- | ------------------------------------------------- |
| avant janvier 1883                  | entre août 1891 et janvier 1892     | Denis Richaud      |                   |                                                   |
| entre août 1891 et janvier 1892     | mai 1892                            | Eric Royère        |                   |                                                   |
| mai 1892                            | entre avril et juillet 1896         | Auguste Arlaud     |                   |                                                   |
| entre avril et juillet 1896         | entre mars et mai 1904              | Louis Honoré       |                   |                                                   |
| entre mars et mai 1904              | janvier 1915                        | Jules Lachaud      |                   | puis mobilisé                                     |
| janvier 1915                        | entre décembre 1917 et février 1918 | Albert Pécoul      | ...               | conseiller municipal remplaçant le maire mobilisé |
| entre décembre 1917 et février 1918 | entre décembre 1918 et février 1919 | Edmond Vial        | ...               | conseiller municipal remplaçant le maire mobilisé |
| entre décembre 1918 et février 1919 | 10 décembre 1919                    | Jules Lachaud      | ...               |                                                   |
| 10 décembre 1919                    | 25 novembre 1923                    | Emile Alamelle     | ...               | enseignant retraité, docteur en médecine          |
| 25 novembre 1923                    | 10 mai 1929                         | Dr Guilheaume      | ...               | ...                                               |
| 10 mai 1929                         | 1er mars 1932                       | Eric Auquier       | ...               | ...                                               |
| 1er mars 1932                       | 21 mai 1944                         | Félix Faury        | ...               | mort assassiné                                    |
| 21 mai 1944                         | 4 septembre 1944                    |                    | ...               | intérim du premier adjoint                        |
| 4 septembre 1944                    | 29 avril 1945                       | Eric Auquier       | ...               |                                                   |
| 29 avril 1945                       | mars 1971                           | Gaston Brémond     | SFIO ou apparenté | ...                                               |
| mars 1971                           | mars 1983                           | Charles Avazeri    |                   |                                                   |
| mars 1983                           | mars 2014                           | Claude Bergé-Laval | SE                | professeur dans le secondaire                     |
| mars 2014                           | En cours                            | Jacques Natta      | DVG               |                                                   |

Claude Bergé-Laval a été réélu en 2008 au premier conseil municipal après les élections du 9 mars où sa liste était la seule en lice.

#### Autres élections
Au référendum européen sur le traité de Maastricht (scrutin du 20 septembre 1992), sur 595 inscrits, 478 ont voté, ce qui représente une participation de 80,34 % du total, soit une abstention de 19,66 %. Il y a eu une victoire du non avec 248 voix (53,10 %) contre 219 voix (46,90 %) prononcées oui et 11 (2,30 %) de votes blancs ou nuls.
Au référendum sur la constitution européenne (scrutin du 29 mai 2005), sur 741 inscrits, 574 ont voté, ce qui représente une participation de 77,46 % du total, soit une abstention de 22,54 %. Il y a eu une victoire du contre avec 386 voix (67,96 %), 182 voix (32,04 %) s’étant prononcées pour et 6 (1,05 %) étant des votes blancs ou nuls.
Aux élections présidentielles françaises de 2007, Nicolas Sarkozy (UMP) et Ségolène Royal (PS) ont obtenu le plus grand nombre de suffrages au premier tour. Bien que Nicolas Sarkozy ait obtenu à Beaumont-de-Pertuis un score (26,7 %) inférieur à sa moyenne départementale (32,7 %) et nationale (31,2 %), il devance au second tour la candidate socialiste en obtenant 369 voix (56,94 % des suffrages exprimés).
Aux élections législatives de juin 2007, les électeurs de la commune, qui fait partie de la deuxième circonscription de Vaucluse, n'ont contribué à faire élire Jean-Claude Bouchet (UMP) que pour 221 voix soit 45,01 % des voix contre 55,6 % à l’échelle de la circonscription, donnant majorité au socialiste Jean-Louis Joseph pour 270 soit 54,99 %.

### Environnement
Collecte et traitement des déchets des ménages et déchets assimilés et protection et mise en valeur de l'environnement dans le cadre de la communauté de communes Luberon-Durance.
La commune fait partie du syndicat intercommunal à vocations multiples (SIVOM) Durance-Luberon qui est un établissement public de coopération intercommunale (EPCI) qui regroupe 21 communes des 23 communes (Lourmarin et Vaugines n'en font pas partie) des deux cantons de Pertuis et de Cadenet a pour compétence la distribution de l'eau et l'assainissement. Il a été créé en 1989 par transformation du syndicat intercommunal créé en 1946 mais qui n'avait comme compétence que la distribution de l'eau. Il comprend 42 membres (deux par commune). Son président est Maurice Lovisolo (vice-président du conseil général de Vaucluse). Le prix de l'assainissement est variable dans chaque commune (à cause de la surtaxe communale) alors que celui de l'eau est identique.

### Budget et fiscalité
Les opérations budgétaires sont réparties entre le fonctionnement et l'investissement.
- Les dépenses de fonctionnement regroupent toutes les opérations concernant le « fonctionnement » des services municipaux. Ces dépenses sont en théorie « les émoluments du personnel », les « achats de fournitures et de services », les « subventions », les « frais financiers » (c'est-à-dire l’intérêt de la dette - ce qui n'est pas le cas à Beaumont). Les recettes de fonctionnement sont les recettes fiscales et les dotations versées par l’État et les collectivités.
- L’investissement regroupe « toutes les actions qui accroissent ou diminuent la valeur du capital ». Les dépenses d’investissement sont par exemple des acquisitions ou des travaux ou encore le remboursement de la dette si elle existe. Les recettes d’investissements sont l’épargne brute dégagée en fonctionnement, les subventions d’équipement reçues, le produit des emprunts.
Dans le budget d'une commune, les recettes de fonctionnement sont normalement supérieures aux dépenses de fonctionnement. Une épargne brute est ainsi dégagée pour financer les investissements.
- Les recettes de la commune en 2007 ont été de 962 453 euros pour des dépenses globales de 901 852 euros[76]. Les dépenses de fonctionnement pour 2008 sont évaluées prévisionnellement à 1 092 613, 17 euros.
- Les trois taxes qui sont votées par le conseil municipal sont les suivantes : la « taxe d’habitation », les taxes foncières sur « les propriétés foncières bâties » et « les propriétés foncières non bâties ».

| Taxe                                                | Part communale | Part intercommunale | Part départementale | Part régionale |
| --------------------------------------------------- | -------------- | ------------------- | ------------------- | -------------- |
| Taxe d'habitation (TH)                              | 6,10 %         | 0,19 %              | 7,55 %              | 0,00 %         |
| Taxe foncière sur les propriétés bâties (TFPB)      | 11,02 %        | 0,25 %              | 10,20 %             | 2,36 %         |
| Taxe foncière sur les propriétés non bâties (TFPNB) | 25,46 %        | 0,25 %              | 28,96 %             | 8,85 %         |
| Taxe professionnelle (TP)                           | 00,00 %        | 20,36 %             | 13,00 %             | 3,84 %         |

La part régionale de la taxe d'habitation n'est pas applicable.
La taxe professionnelle est remplacée en 2010 par la cotisation foncière des entreprises (CFE) portant sur la valeur locative des biens immobiliers et par la contribution sur la valeur ajoutée des entreprises (CVAE) (les deux formant la contribution économique territoriale (CET) qui est un impôt local instauré par la loi de finances pour 2010).

### Intercommunalité
Beaumont-de-Pertuis fait partie depuis 2000 de la communauté de communes du sud Luberon (CCLD) qui compte seize communes.
La commune est par ailleurs adhérente du « syndicat mixte ITER Vaucluse », du Sieceutom (« syndicat mixte intercommunautaire pour l'étude, la construction et l'exploitation d'unités de traitement des ordures ménagères de la région de Cavaillon ») ainsi que du SCOT du sud Luberon (« syndicat mixte pour la création et le suivi du schéma de cohérence territoriale »).
La commune a adhéré à la charte du parc Naturel Régional du Luberon.

### Jumelages

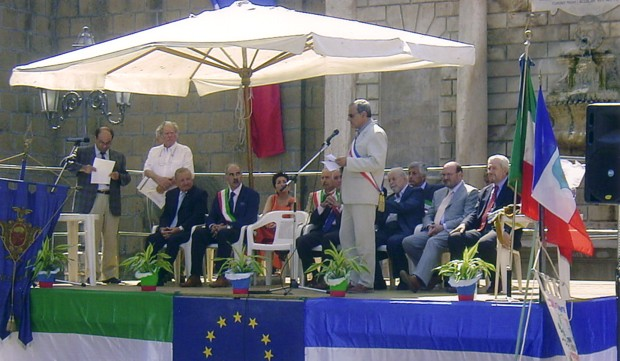
11 juillet 1993 à Farnese, discours du maire de Beaumont lors de la première manifestation de jumelage.

La commune de Beaumont-de-Pertuis est jumelée depuis 1993 avec la commune italienne de Farnèse. Ce jumelage s'est accompagné de nombreuses activités et festivités qui ont été récompensées en 2004 par l'obtention lors des Prix de l’Europe, du « diplôme européen » attribué par le Conseil de l'Europe aux communes les plus méritantes.
La mémoire du président italien du comité de jumelage, Pierre-Charles Anziani, a été honorée le 14 juillet 2008 par le baptême de la terrasse en contrebas de la place neuve « Terrasse Pierre-Charles-Anziani ».
Parmi les activités farneso-beaumontaises, on peut citer le rallye cyclotouriste Beaumont-Farnèse qui consiste pour les habitants qui le souhaitent à parcourir les 800 kilomètres entre les deux villages.

## Démographie

### Population beaumontaise totale
Le recensement de 1826, qui ne serait qu'une réactualisation de celui de 1821, n'a pas été retenu.

Le recensement de 1871 a été, pour cause de guerre, repoussé à l'année 1872.

Le recensement de 1941, réalisé selon des instructions différentes, ne peut être qualifié de recensement général, et n'a donné lieu à aucune publication officielle.
L'évolution du nombre d'habitants est connue à travers les recensements de la population effectués dans la commune depuis 1793. Pour les communes de moins de 10 000 habitants, une enquête de recensement portant sur toute la population est réalisée tous les cinq ans, les populations de référence des années intermédiaires étant quant à elles estimées par interpolation ou extrapolation. Pour la commune, le premier recensement exhaustif entrant dans le cadre du nouveau dispositif a été réalisé en 2004.

En 2022, la commune comptait 1 102 habitants, en évolution de −3,25 % par rapport à 2016 (Vaucluse : +1,73 %, France hors Mayotte : +2,11 %).
| 1793 | 1800  | 1806  | 1821  | 1831  | 1836  | 1841  | 1846  | 1851  |
| ---- | ----- | ----- | ----- | ----- | ----- | ----- | ----- | ----- |
| 970  | 1 046 | 1 102 | 1 092 | 1 047 | 1 126 | 1 119 | 1 132 | 1 126 |

| 1856  | 1861  | 1866  | 1872 | 1876 | 1881 | 1886 | 1891 | 1896 |
| ----- | ----- | ----- | ---- | ---- | ---- | ---- | ---- | ---- |
| 1 156 | 1 052 | 1 042 | 935  | 885  | 851  | 743  | 730  | 756  |

| 1901 | 1906 | 1911 | 1921 | 1926 | 1931 | 1936 | 1946 | 1954 |
| ---- | ---- | ---- | ---- | ---- | ---- | ---- | ---- | ---- |
| 742  | 661  | 600  | 562  | 549  | 535  | 537  | 502  | 486  |

| 1962 | 1968 | 1975 | 1982 | 1990 | 1999 | 2004 | 2006  | 2009  |
| ---- | ---- | ---- | ---- | ---- | ---- | ---- | ----- | ----- |
| 492  | 631  | 601  | 658  | 788  | 934  | 994  | 1 001 | 1 031 |

| 2014  | 2019  | 2022  | - | - | - | - | - | - |
| ----- | ----- | ----- | - | - | - | - | - | - |
| 1 146 | 1 134 | 1 102 | - | - | - | - | - | - |

Nous observons un pic de population au milieu du XIXe siècle, puis une décroissance jusqu'aux années 1960. Le renouveau régulier constaté après cette époque est lié à l'implantation et le développement du site d'études nucléaire CEA de Cadarache situé à l'est de la commune de l'autre côté de la Durance. En effet, à cette période, il a été construit deux lotissements importants aux lieux-dits Capitaine (le Beau Logis) et la Colline pour les besoins des familles de travailleurs du nucléaire.
- Taux d'évolution annuel moyen : + 1,3 %
- Projection de la population en 2010 : 1 110
- Densité en 2007 : 18/km².

### Répartition
- Le village compte un peu plus d'hommes que de femmes (50,7 % contre 49,3 %). 5,9 % des Beaumontais sont étudiants contre 24,3 % à la retraite. Le taux de chômage est de 13,3 %, ce qui est la moyenne régionale.
- Répartition par tranches d'âges en 1999 :

| Tranches d'âge | Pourcentage |
| -------------- | ----------- |
| 0-19 ans       | 25,40 %     |
| 20-39 ans      | 22,90 %     |
| 40-59 ans      | 26,40 %     |
| 60-74 ans      | 17,90 %     |
| >75 ans        | 7,40 %      |
| Total          | 100 %       |

Remarque : 79,4 % de la population française a moins de 60 ans contre 74,7 % à Beaumont-de-Pertuis. Les habitants de Beaumont-de-Pertuis se répartissent presque conformément à la moyenne nationale : ils ne sont donc ni plus âgés, ni plus jeunes.

## Économie

### Généralité et actualité

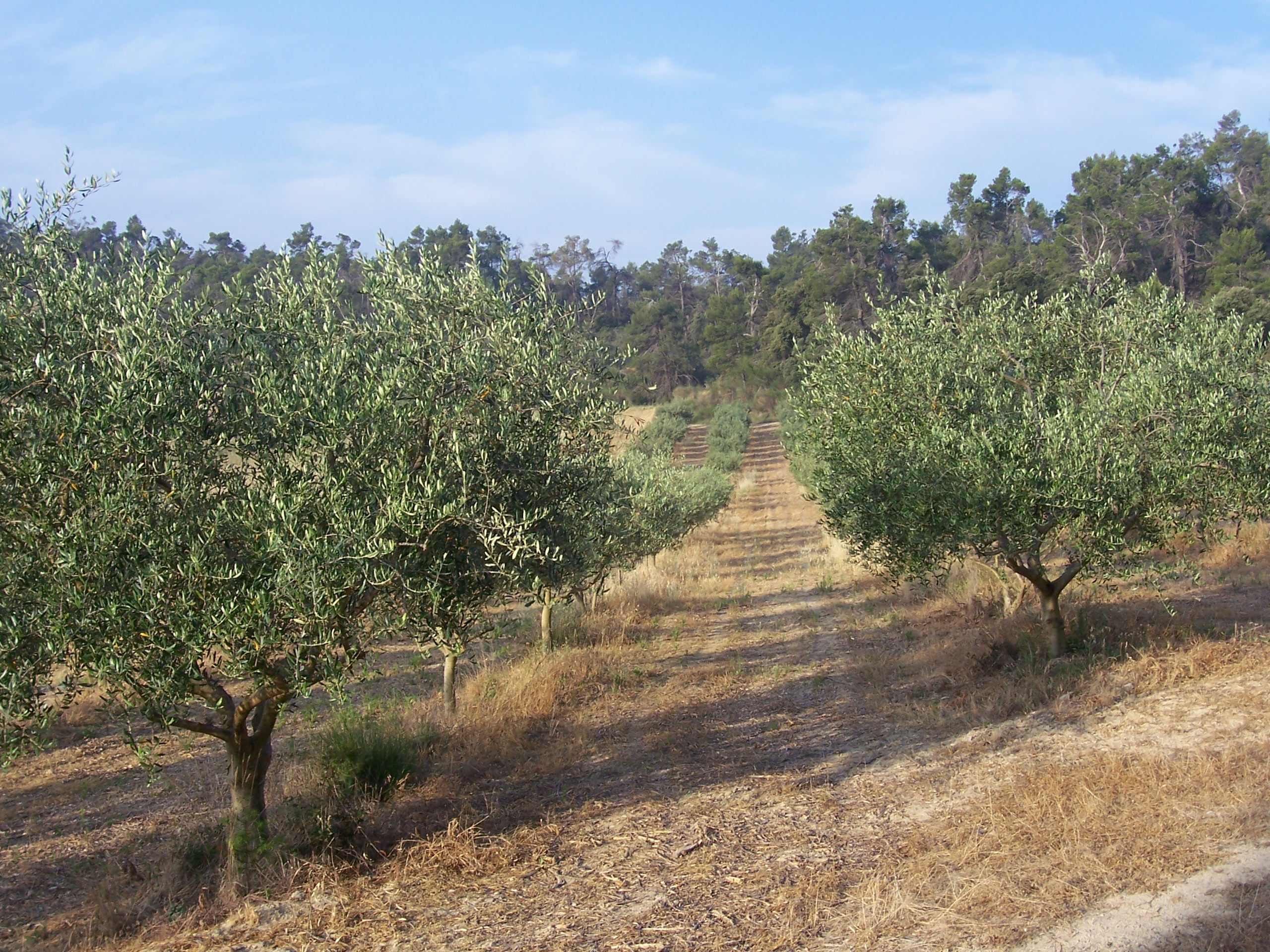
Champ d'oliviers au vallon de Christol (été 2006).

Il y a 86 établissements (groupements de personnes qui travaillent dans le langage INSEE).
39 travaillent dans le tertiaire (45,35 %), 32 dans l'agriculture (37,21 %), 9 dans le bâtiment (10,47 %) et 6 dans l'industrie (6,98 %)   
(source INSEE SIRENE).
Au nord-est de la commune, il faut souligner l'usine hydro-électrique de Cadarache avec son barrage sur la Durance et son bassin d'éclusée pour le canal E.D.F de Provence.
La présence de l'International Thermonuclear Experimental Reactor (ITER) à Cadarache change en profondeur le tissu économique des communes avoisinantes dont celle de Beaumont-de-Pertuis. Il est prévu qu'ITER emploie environ 10 000 personnes dont 600 ingénieurs et techniciens ainsi que 400 scientifiques.

### Agriculture
Au XIXe siècle, la commune était renommée pour ses olives et ses céréales.
La surface agricole utile est de 1 354 ha environ vers 1999 (soit 25 % de la commune) mais la surface agricole diminue.
La production viticole s'inscrit dans le cadre l'A.O.C. côtes-du-luberon. Parmi les exploitants, on peut citer le « domaine Auquier », le domaine de « Château Clapier ». Les vins qui ne sont pas en appellation d'origine contrôlée peuvent revendiquer, après agrément, le label Vin de pays d'Aigues.
Parmi les produits du terroir, on peut citer : les raisins de table (muscat de Hambourg et Alphonse-lavallée exportés vers Cavaillon), les céréales (blé dur et orge surtout), le colza, les melons de Cavaillon, le lavandin, les olives et l'huile d'olive, le tournesol, le sainfoin, la luzerne, les truffes, l'osiericulture, les fromages de chèvre, le maïs et la pomme de terre seulement dans la plaine de Durance.

#### Pomme de terre
En 2008, est créée la confrérie de la pomme de terre de Pertuis et le 29 janvier 2010 la pomme de terre de pertuis devient la marque d'une pomme de terre cultivée dans les cantons de Pertuis, Cadenet, Lambesc, Peyrolles.
Il semble que cette pomme de terre soit appréciée pour sa valeur gustative et sa belle tenue au niveau de la conservation et qu'elle possède une typicité liée au terroir sableux-limoneux très favorable de la plaine de la Durance. Cette pomme de terre à chair jaune est issue des variétés les plus cultivées comme la Monalisa et la Samba. Elle n'est pas lavée après la récolte, ce qui en favorise la conservation. Elle est conditionnée dans des sacs portant le logo officiel de la « Pomme de terre de Pertuis ».
La route gourmande de la pomme de terre de Pertuis parcourt tout le bassin de production de la pomme de terre de Pertuis : le Pays d'Aix-en-Provence, le Luberon et la vallée de la Durance.

### Élevage
La chèvre du Rove, qui est une chèvre traditionnelle de Provence, a été réintroduite dans la commune. Cet élevage est conduit dans la tradition du pastoralisme, les bêtes sont gardées en colline quotidiennement, alimentation 100 % naturelle de la garrigue et traite à la main, fabrication de fromage de chèvre au lait cru.

### Tourisme
Beaumont est située à l'intérieur du parc naturel régional du Luberon, secteur Sud-Luberon où le tourisme joue un rôle important. Randonneurs et cyclistes font de Beaumont un point de départ pour leurs randonnées, car il y a le sentier GR 9. Des randonnées équestres sont organisées par le poney-club local. La commune est valorisée par l'Office de Tourisme Sud Luberon Tourisme. 
Présence d'un camping sur aire naturelle. Lacs de pêche comme celui de l'Aillade.

## Le patrimoine beaumontais

### Héraldique
| Blason de Beaumont-de-Pertuis | Les armes peuvent se blasonner ainsi : Blason d'azur à la fleur de lys d'or, entrelacée avec la lettre B capitale du même. Des murailles peuvent être placées sur le blason pour rappeler que le village en est doté. |

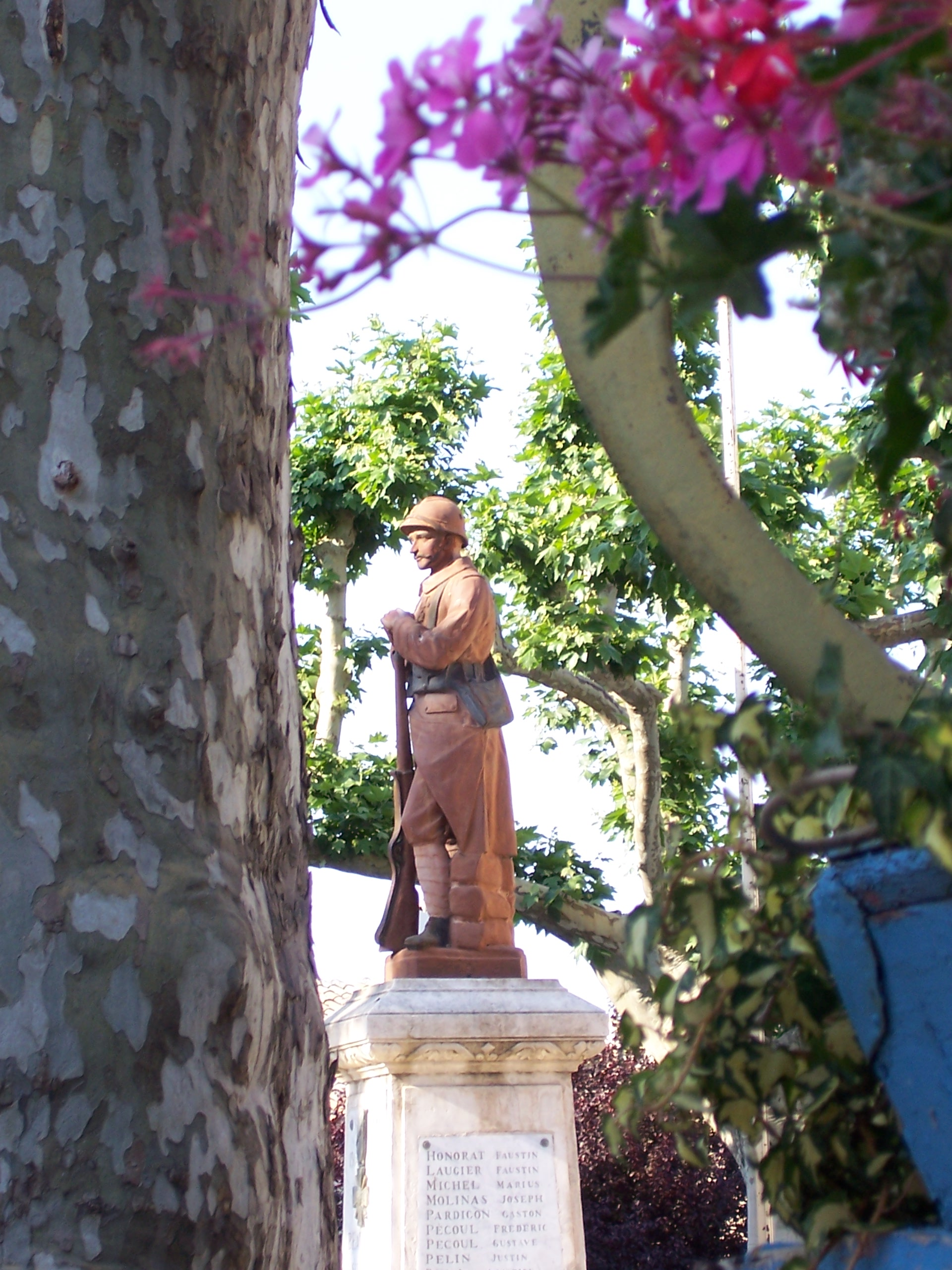
Monument aux morts de Beaumont-de-Pertuis (été 2006).

### Le monument aux morts
Jean Giroud, Raymond et Marise Michel retracent toute l’histoire du monument de Beaumont d’Apt. Le monument coûte 9 200 francs et, comme tous les monuments aux morts, est payé par souscription auprès des habitants (le phénomène sans précédent de la commémoration de la Première Guerre mondiale est initié par les citoyens).

### Saint-Eucher, symbole historique de la commune
La statue et la grotte de Saint-Eucher sont les plus vieux emblèmes du village. La grotte est qualifiée de « célèbre » en 1836, preuve qu'elle est l'objet d'un pèlerinage dont l'importance est indéterminée aujourd'hui.

### Le patrimoine civil
- Les vestiges des remparts médiévaux restent importants tels le portail de Valerne, la place du château ou Barbacane).

Concernant l'état de ces monuments : il faut signaler que la tour Nord est dans un très bon état, car elle a été mise en valeur par la municipalité qui a aménagé une place publique dans les années 2000. À l'inverse, la tour Est surplombe un champ en friche qui empêche de voir sa bonne facture (cf. photographie) alors que dans les années 1970, quand Élisabeth Sauze a pris la photographie qui figure dans l'Inventaie du Patrimoine, cette tour Est était remarquable.
- La commune de Beaumont-de-Pertuis compte plusieurs fontaines et lavoirs :

- La fontaine du Cours.
- Fontaine Basse : située en dessous du village, ce lieu comprend un lavoir couvert.
- Fontaine des Morts.
- Fontaines et lavoirs dans le village.
- L'habitat dans le village.

L'habitat beaumontais est un habitat groupé occitan typique. Beaucoup de demeures sont crépies aux ocres du Luberon.

### Le patrimoine religieux
- Dans le village, l'on peut voir l'église romane Saint-Jean-Baptiste et son horloge. Elle est inscrite à l'Inventaire général du patrimoine culturel[101].
- Église Saint-Roch de Beaumont-du-Ventoux.
- Colline Sainte-Croix (altitude 524 mètres) avec petite chapelle romane (oratoire de Montjoyes[102]) et panorama.
- La grotte de Saint-Eucher de Lyon est une grotte naturelle qui abrite une chapelle dans sa partie saillante. Une statue de Saint-Eucher y a été placée au XVe siècle ainsi qu'un jardin en terrasse suspendu au flanc de la falaise avec citerne creusée dans le rocher[103].

La chapelle, placée sous le vocable de saint Eucher, est une simple construction surmontée d'un clocher-arcade. Au-dessus de l'entrée se trouvent le blason de François de Margallet, seigneur de Saint-Paul-lès-Durance et de Saint-Auquille, qui la fit édifier ou restaurer en octobre 1648. C'était un lieu de pèlerinage le lundi de la Pentecôte.

#### La chapelle Notre-Dame de Beauvoir
La découverte d'une fresque en 2008 éclaire d'un jour nouveau les connaissances sur Notre-Dame de Beauvoir et certains n'hésitent pas à écrire qu'une petite chapelle entre dans l'histoire. Toutefois, on disposait déjà connaissances sur la chapelle :
La chapelle est inventoriée au patrimoine général depuis 1969. L'édifice a été construit dans la deuxième moitié du XIe siècle par les moines de l'abbaye Saint-Victor de Marseille. Des aménagements ont été entrepris dans la première moitié du XIIe siècle, le troisième quart du XVIe siècle, au XVIIIe siècle et au XIXe siècle. Le maître d'œuvre reste inconnu.
Extrait de la notice : 
historique : Petit établissement religieux fondé avant 1079 ; abandonné au XVe siècle et annexe au XVIe siècle à l'église paroissiale de Beaumont ; chapelle à nef plafonnée et abside en cul-de-four, augmentée en 1555 (inscription) d'une chapelle latérale au sud ; la reconstruction partielle de la nef, de la chapelle latérale sud et la construction de la chapelle latérale nord sont probablement consécutives à l'un des 2 tremblements de terre de 1708 et 1812
description : chapelle à nef unique plafonnée, abside en cul-de-four, et 2 chapelles latérales voûtées en berceau plein-cintre ; petit clocher mur sur l'arc triomphal
gros-œuvre : calcaire ; moyen appareil ; moellon ; molasse ; pierre de taille
couverture (matériau) : tuile creuse
plan : plan allongé
étages : 1 vaisseau
couvrement : voûte en berceau plein-cintre ; cul-de-four
couverture (type) : toit à longs pans
En 2008, lors d'un chantier de restauration, une fresque d'une dimension avoisinant les 60 m² est découverte. Elle représente la vie de Jésus et serait la plus ancienne connue en Provence. L'archéologue François Guyonnet souligne l'importance de cette découverte en raison des destructions ou de la non-conservation des fresques de la même période, notamment celles de l'abbaye Saint-Victor de Marseille.
Le 16 décembre 2011, la chapelle sort de l'inventaire pour être inscrit au titre des monuments historiques, ce qui renforce sa protection.

#### L'ermitage Sainte-Croix
Cette chapelle de pèlerinage du XIIIe siècle a été construite au sommet de la colline dominant le village. Cet ermitage a été désaffecté au début du XVIIIe siècle.

#### Les sept prieurés de Beaumont
Un prieuré est un établissement autour d'une dépendance foncière d'une abbaye. Les vestiges des prieurés de Beaumont ne sont pas parvenus jusqu'à nous. Jean-Pierre Muret en a très bien étudié les origines dans son ouvrage.
- Le prieuré de Saint-Gervais.
- Le prieuré de Saint-Laurent.
- Le prieuré de Saint-Léger.
- Le prieuré de Notre-Dame de Villevieille.
- Le prieuré de Saint-Marcel.
- Le prieuré de Saint-Martin.
- Le prieuré de Saint-Romain.

### Patrimoine environnemental
- Les sept lacs sur la Durance (intérêt écologique), qui sont des lacs artificiels créés lors de la construction du barrage hydro-électrique de Cadarache.

Le patrimoine communal
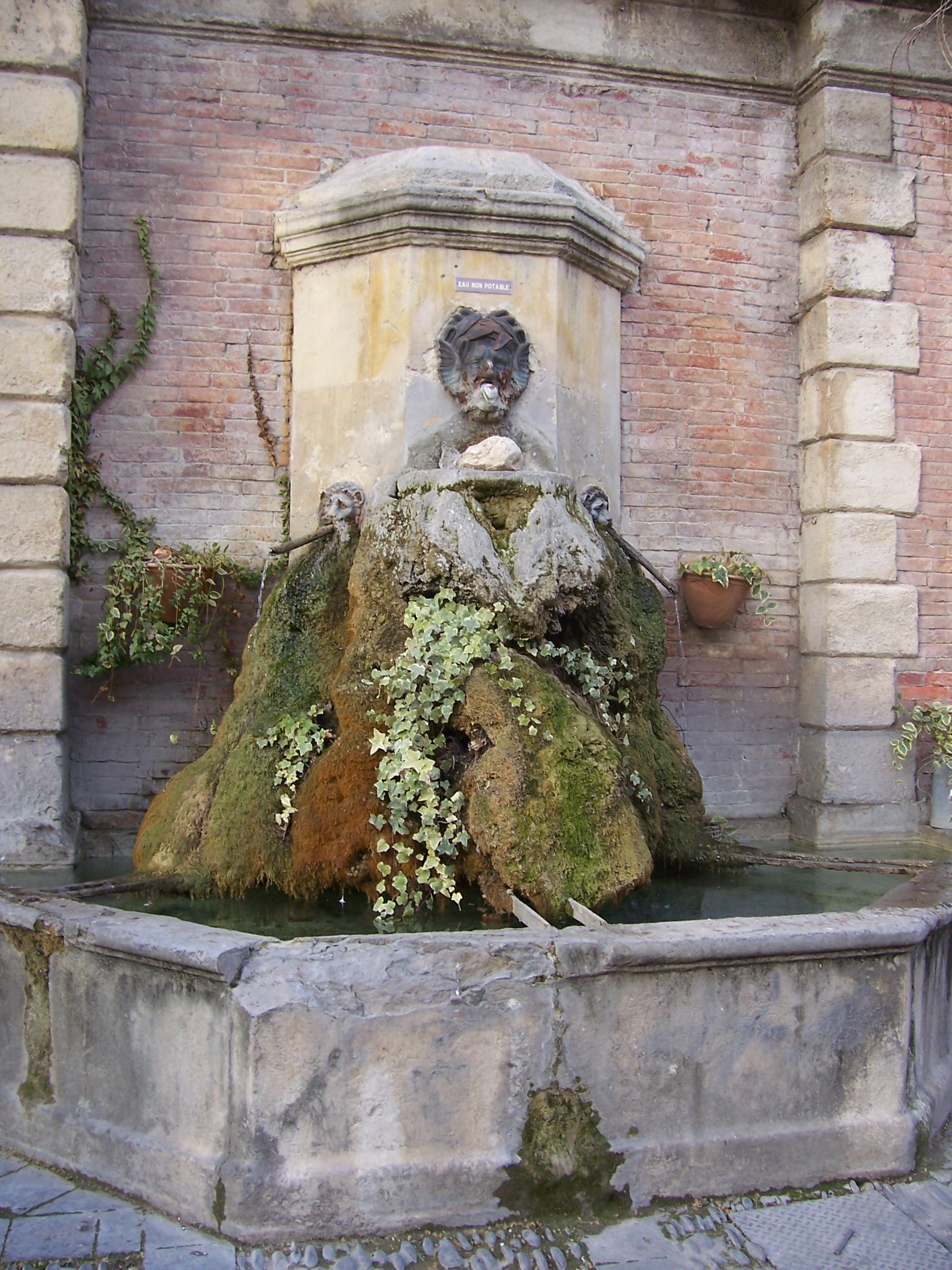
Fontaine du cours Pardé.
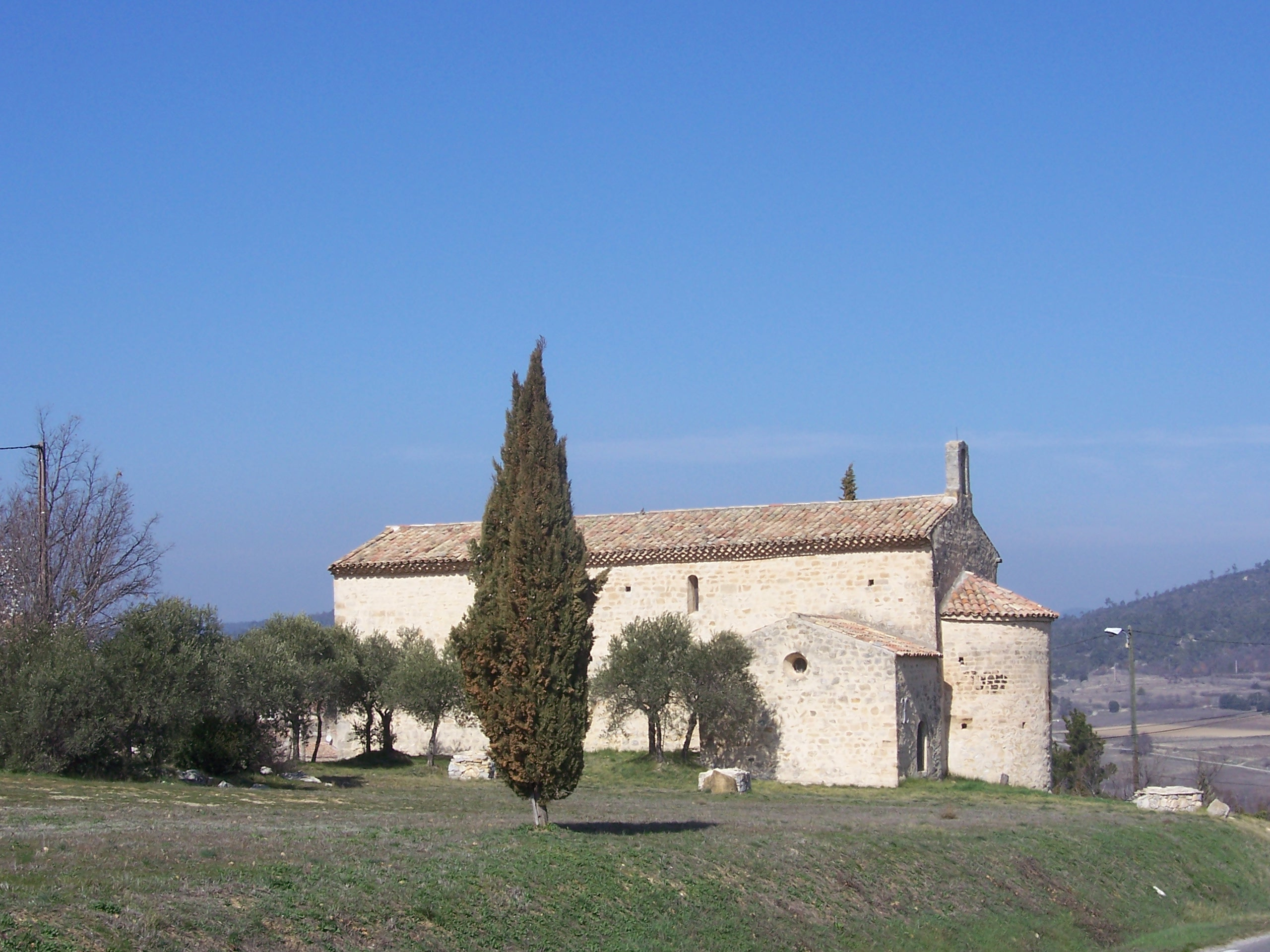
Notre-Dame de Beauvoir, où des fresques romanes ont été retrouvées en 2008.
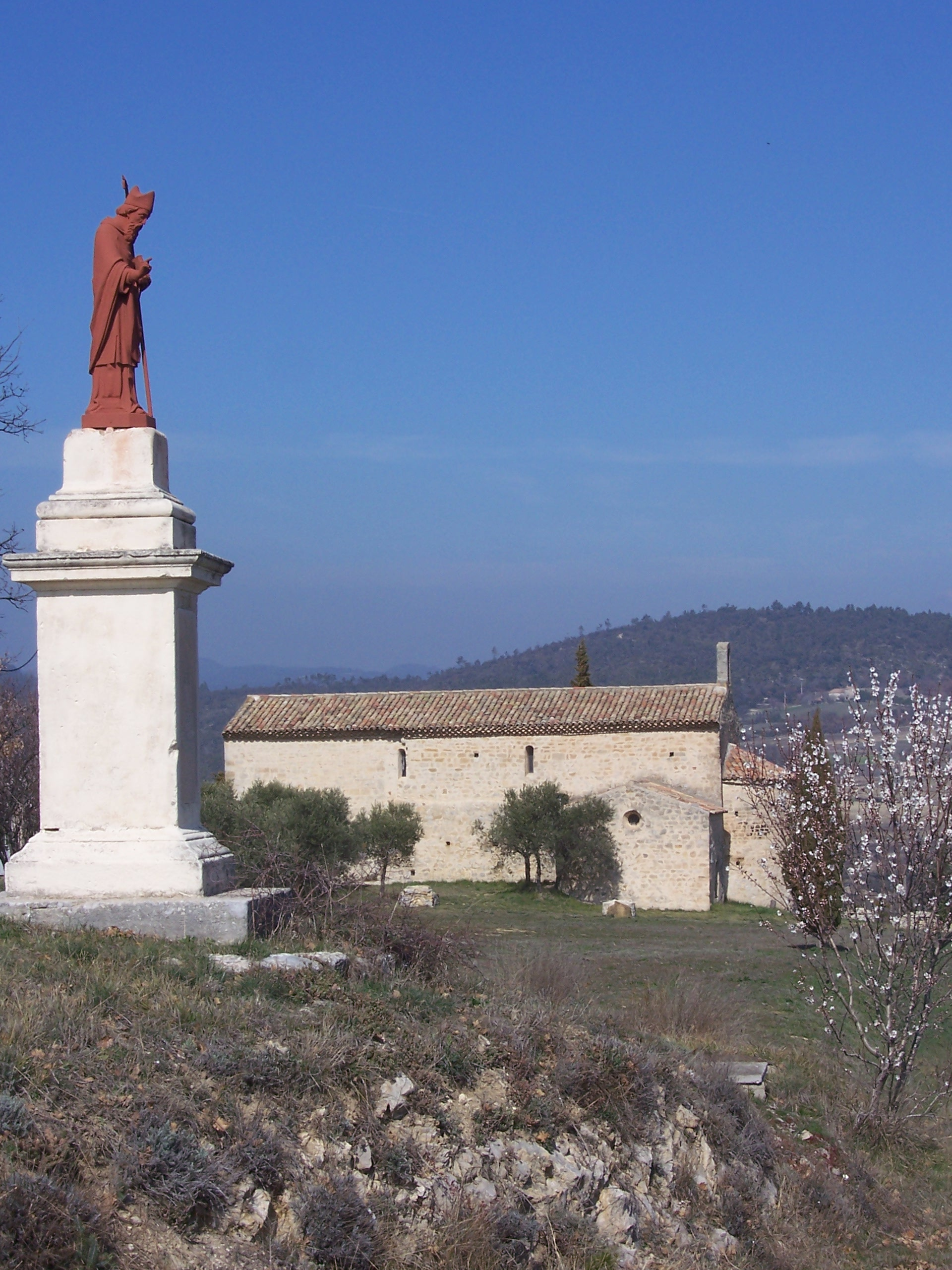
La statue de Saint-Eucher et la chapelle Notre-Dame de Beauvoir.
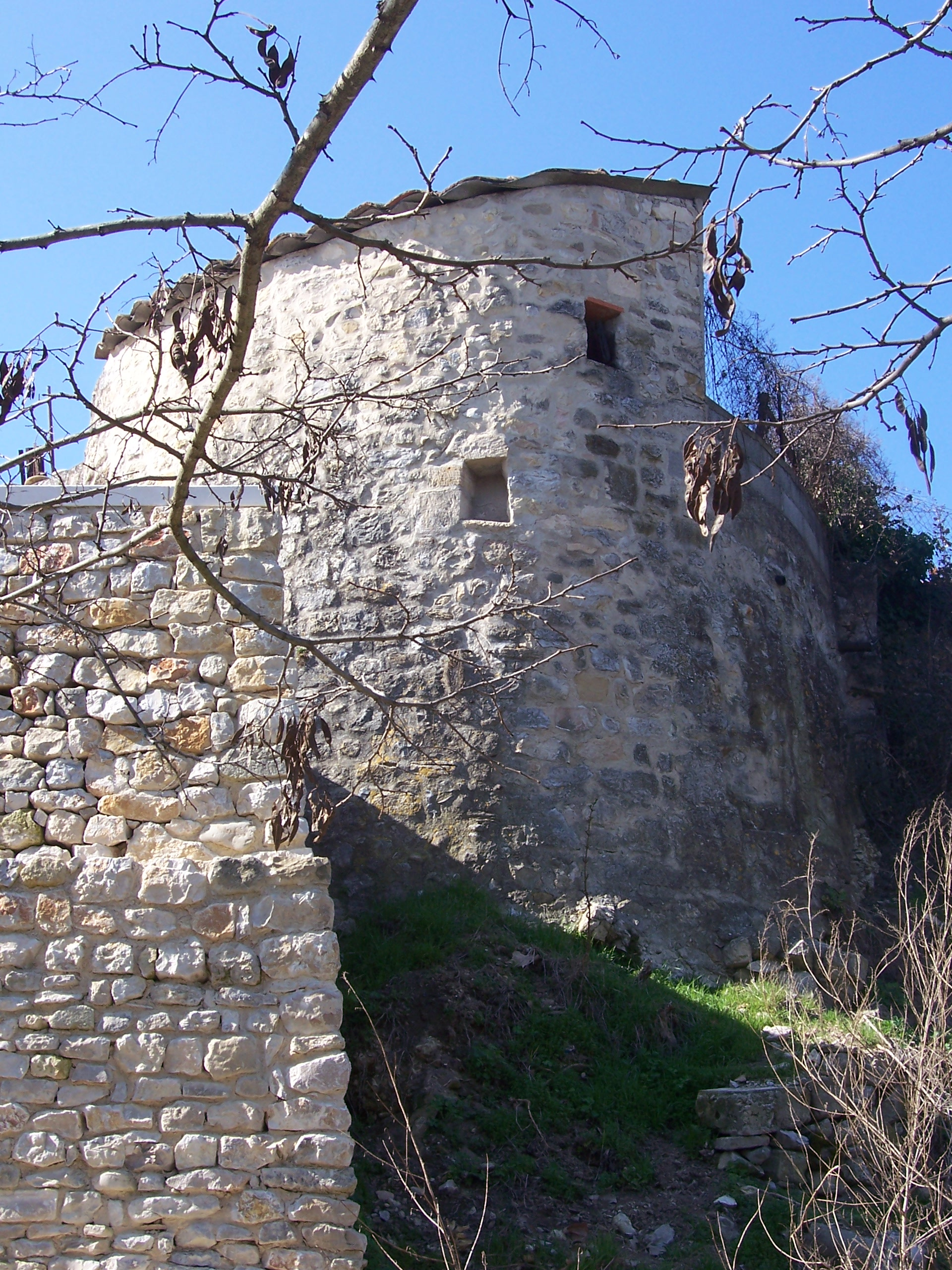
Tour orientale des remparts (notée N dans l'inventaire général).
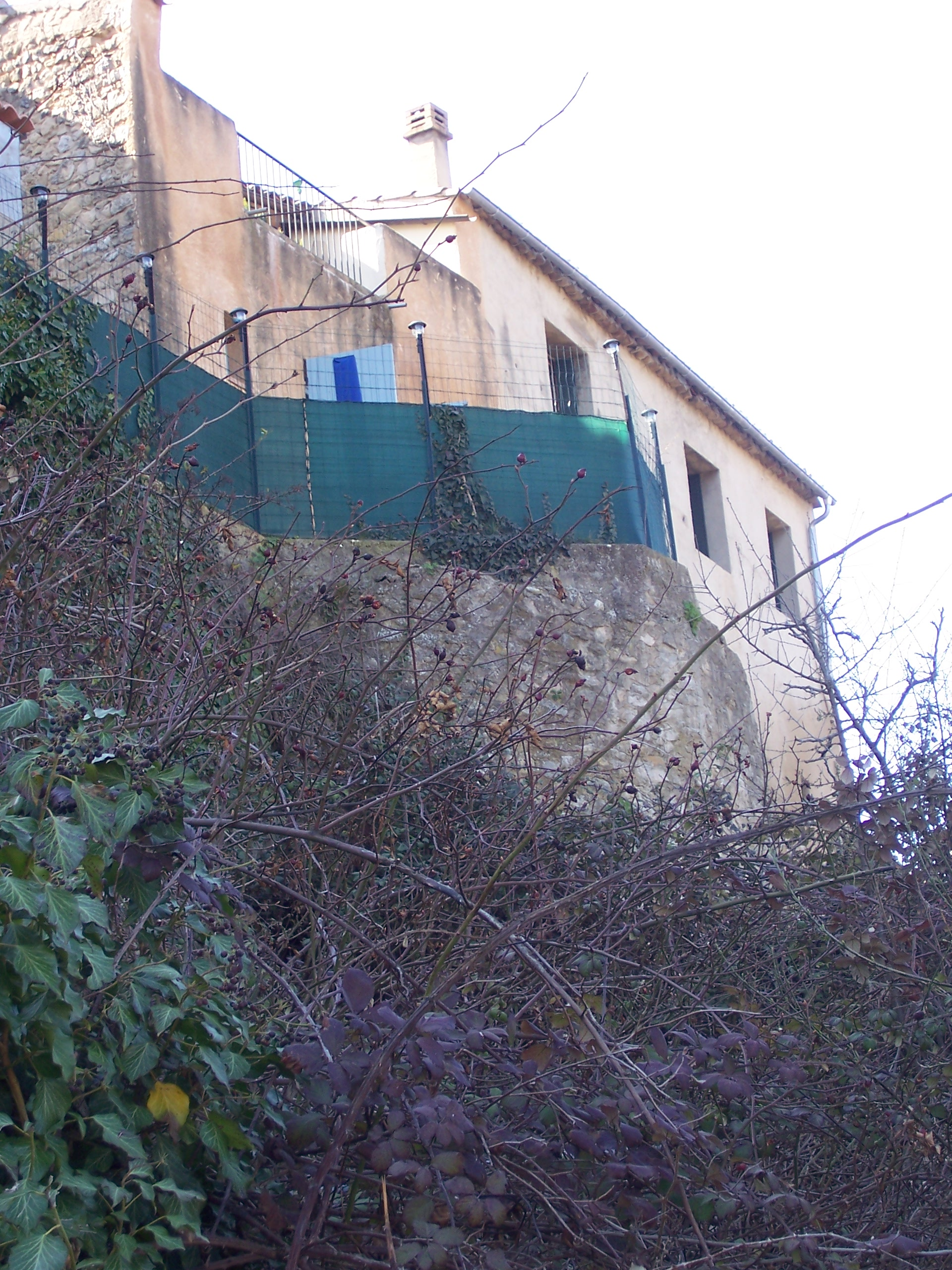
Tour Est.
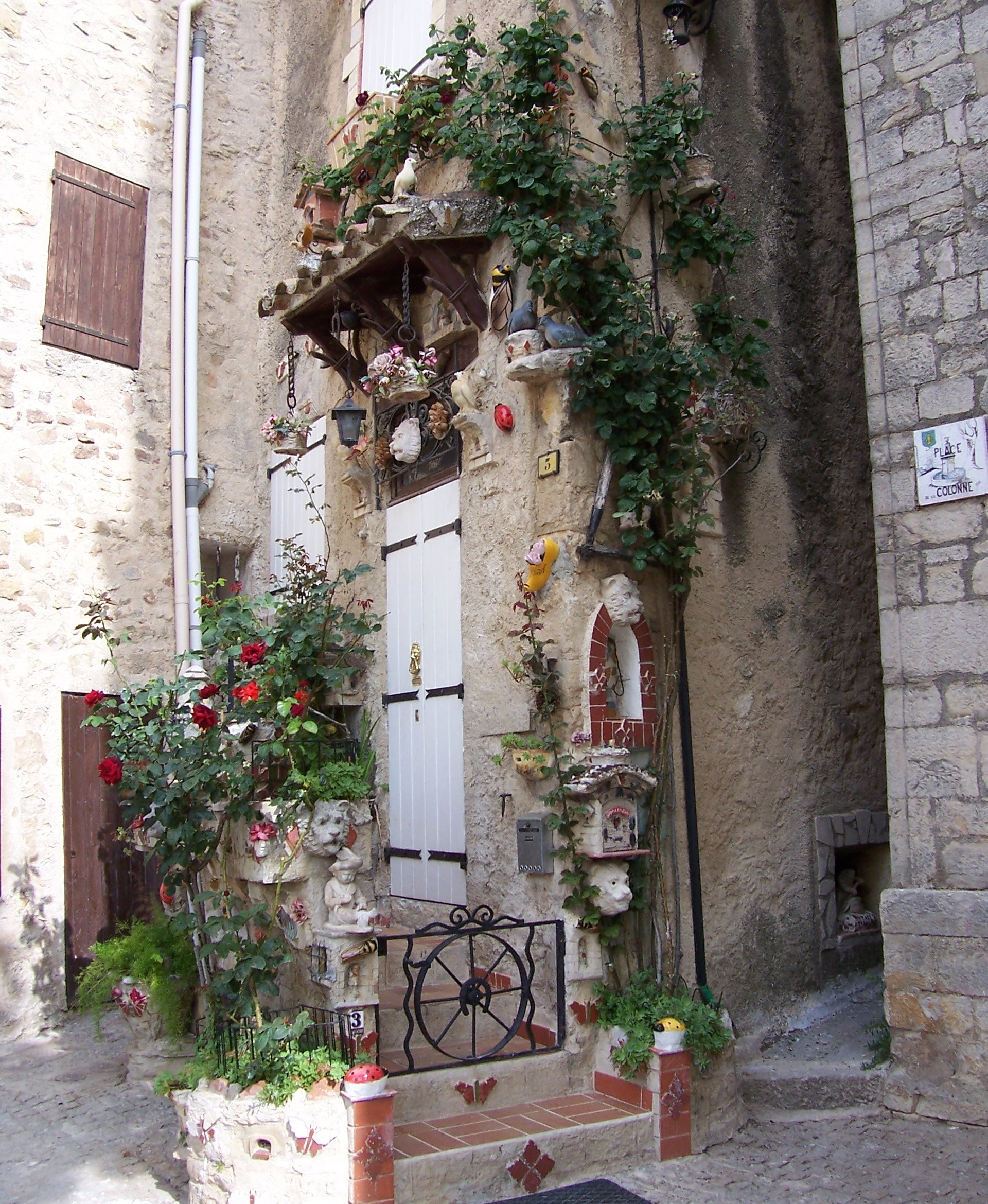
Décoration extérieure d'une maison.
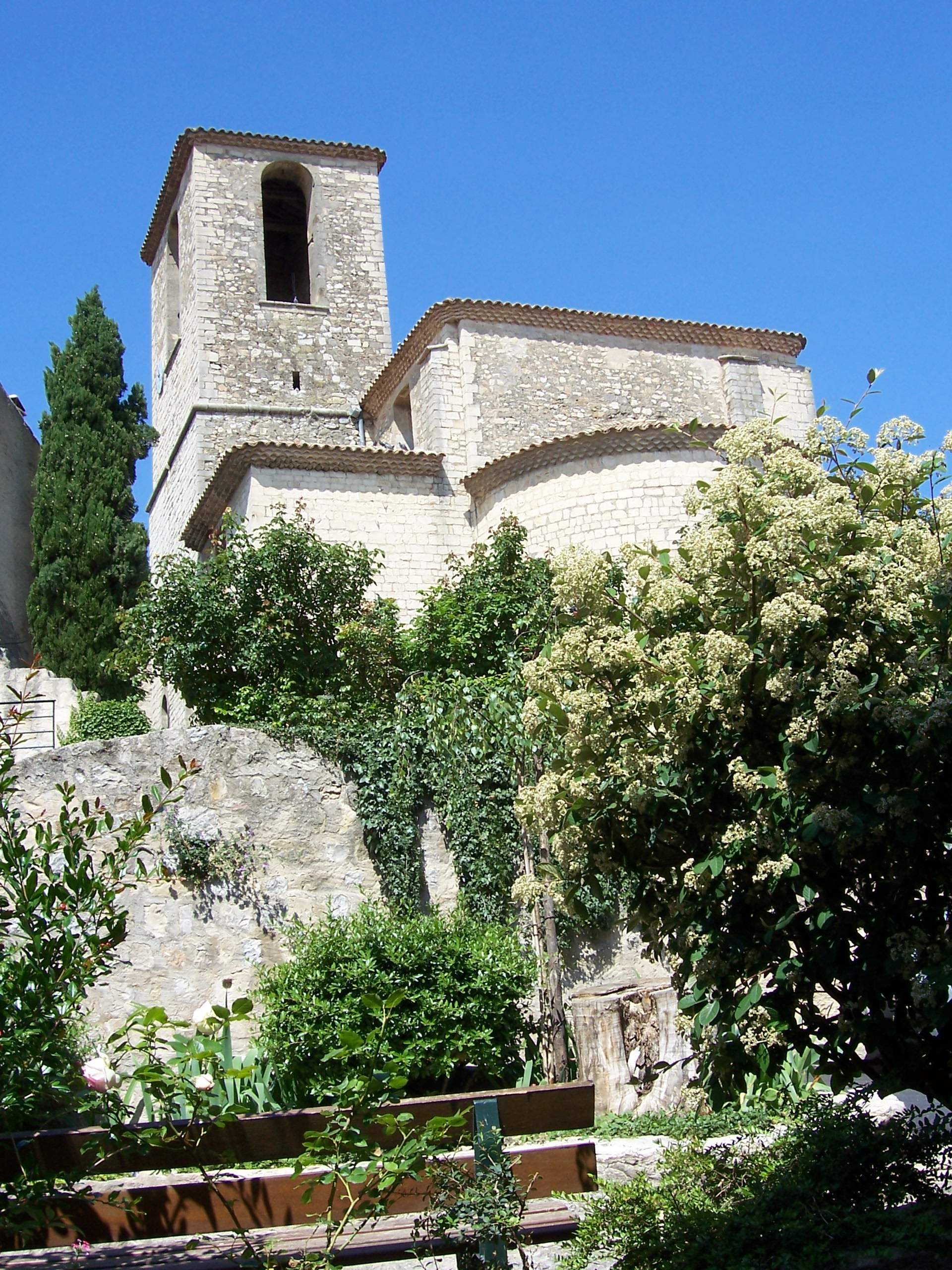
Église romane Saint-Jean-Baptiste.
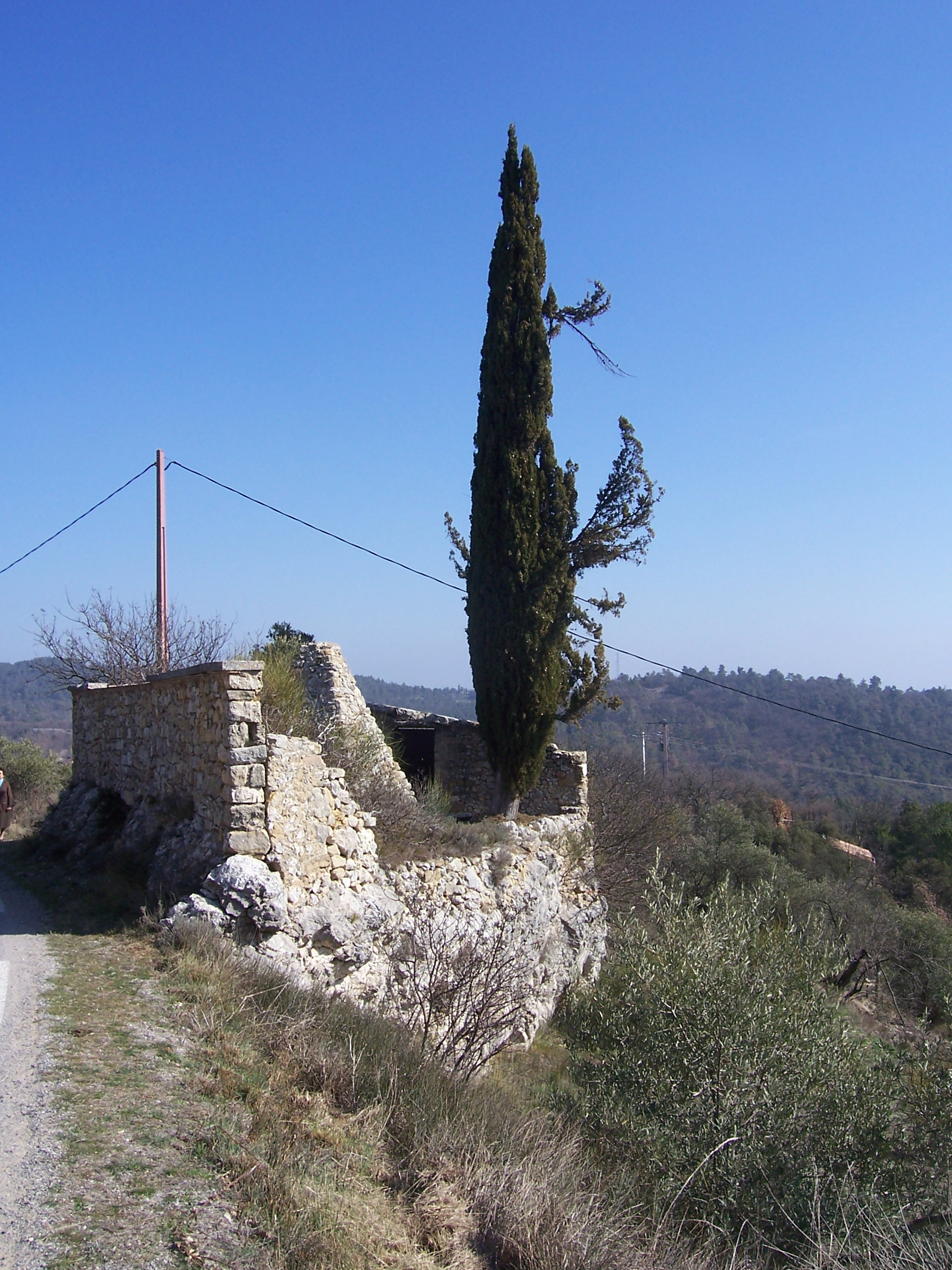
Tombe rosicrucienne à l'entrée du village.

## Vie locale

### Équipements publics et privés

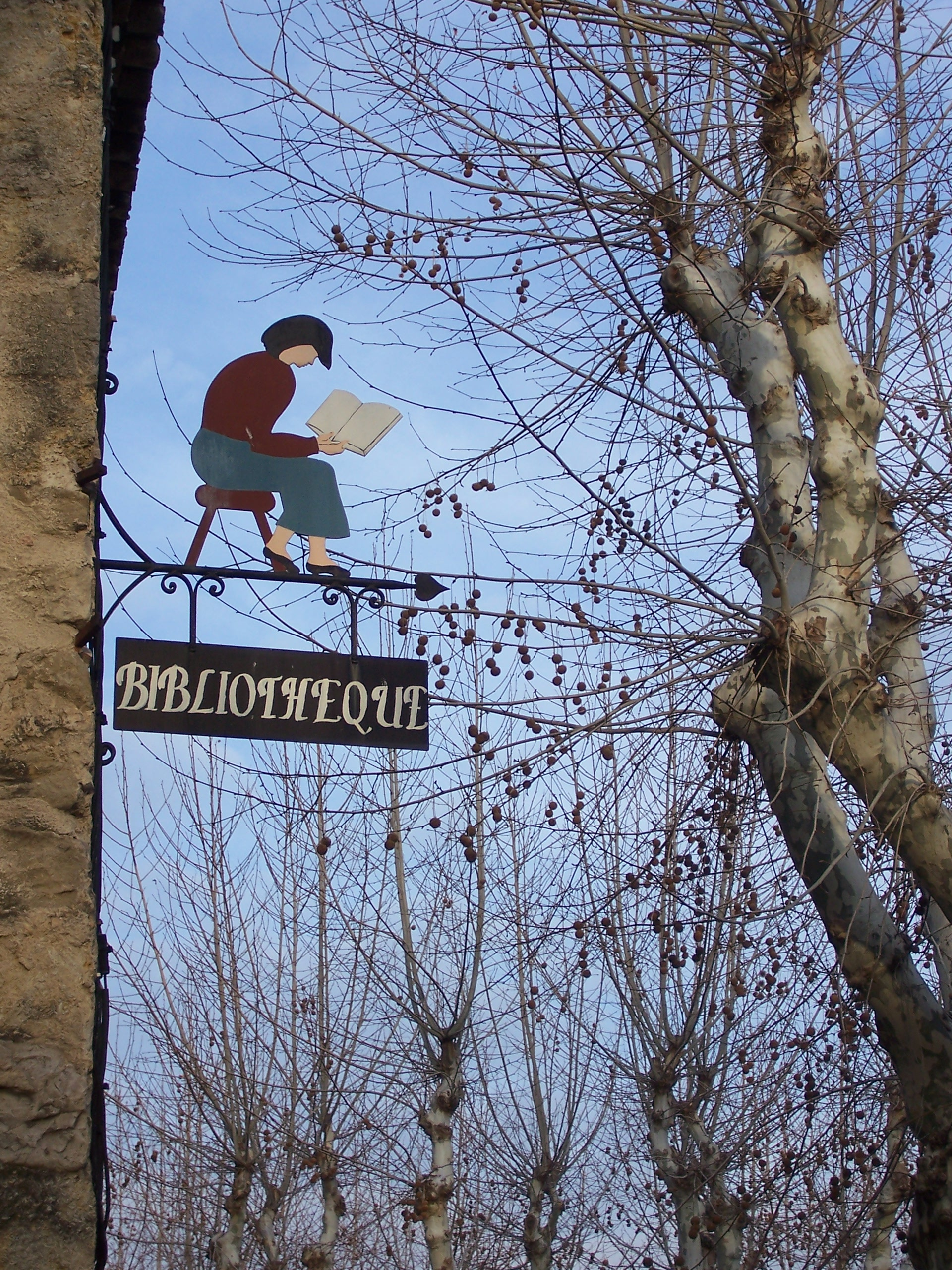
Enseigne de la bibliothèque de Beaumont (février 2008)

L'école primaire s'appelle Les grands ferrages. Il y a une cantine, un service halte-garderie et un service d'aide aux devoirs. Le collège de référence est le collège Albert-Camus. Les élèves poursuivent ensuite au lycée Val-de-Durance à Pertuis (enseignement général) ou Lycée Alexandre Dumas à Cavaillon soit lycée Alphonse-Benoit à L'Isle-sur-la-Sorgue (enseignements techniques).
La bibliothèque municipale contient des fonds imprimés des XIXe, XXe et XXIe siècles, soit environ 4000 titres (fonds de lecture publique, fonds littéraire, scientifique et historique régional).
Les habitants de Beaumont-de-Pertuis peuvent bénéficier des services d'une petite supérette, d'un tabac - presse, d'un salon de coiffure et de deux bars restaurants.
Il existe deux bascules publiques (pour le pesage des véhicules) au Plan-de-Beaumont et au village, un bureau de poste (ouverture intermittente), et une petite caserne de gendarmerie.
Le réseau internet non dégroupé Adsl a été installé à partir de 2005.
En 2013, la mairie installe des caméras de vidéo-surveillance des rues principales.
Les liaisons autocars s'effectuent sur demande (à partir de Pertuis via Mirabeau).
Beaumont a un stade municipal de football avec vestiaires et éclairage, un terrain de tennis municipal, un site de tir à l'arc, une aire de pétanque et un Poney-club.

### Activités
Les principales associations beaumontaises, en 2009, sont :
| Nom de l’association           | Activités                                   | Adresse                                     |
| ------------------------------ | ------------------------------------------- | ------------------------------------------- |
| Amis de Notre-Dame de Beauvoir | Défense du patrimoine.                      | .                                           |
| Cimes blanches                 | Club pour les personnes du troisième âge.   | .                                           |
| Loly Circus                    | Formation dans le domaine des arts visuels. | La Loly Circus, Leï Asteben, 84120 B.-de-P. |
| Arc En Sol                     | Organisateur du Festival Les sons du Lub'   | .                                           |

- Le journal Vivre à Beaumont.

Le journal de 12 pages paraît six fois dans l'année et les exemplaires sont disponibles sur Internet depuis le numéro de décembre-janvier 2007.
- Associations et tissu commerçant.

Un marché hebdomadaire est organisé le samedi, une bourse aux instruments chaque troisième dimanche de mai et une foire artisanale le jour de la fête des Mères.
La fête communale a lieu chaque 3e week-end du mois d'août.
De nombreuses associations d'activités et loisirs (chasse, danse, tennis, football, activités artistiques, cirque, Amis de Notre-Dame de Beauvoir, œnologie…) vivent avec la participation des habitants.
Une Nuit des Étoiles en partenariat avec l'Observatoire de Saint-Michel est organisée au mois dAoût tous les ans. 
- Pratiques religieuses et spirituelles.

Plusieurs faits sont à noter. Tout d'abord, une messe catholique est organisée un dimanche sur deux dans l'église Saint-Jean-Baptiste et de manière régulière au monastère de la Pourraque. Il n'y a pas de culte protestant ou d'une autre religion. Pour l'anecdote historique, un rosicrucien a été enterré à Beaumont (cf. photographie à droite). En effet, une tombe en forme de pyramide est présente à l'entrée du village comme le sont les tombes rosicruciennes. Les membres de cette société ésotérique se faisaient enterrer dans un temple-montagne qu'ils appelaient « mont-tombe »… Un cyprès a été planté à proximité : c'est un symbole de la mort, car le dieu de la beauté avait changé Cyparissos en cyprès. Le mur qui entoure la pyramide est juste assez haut pour épargner le monument des regards indiscrets.

## Personnalités liées à la commune

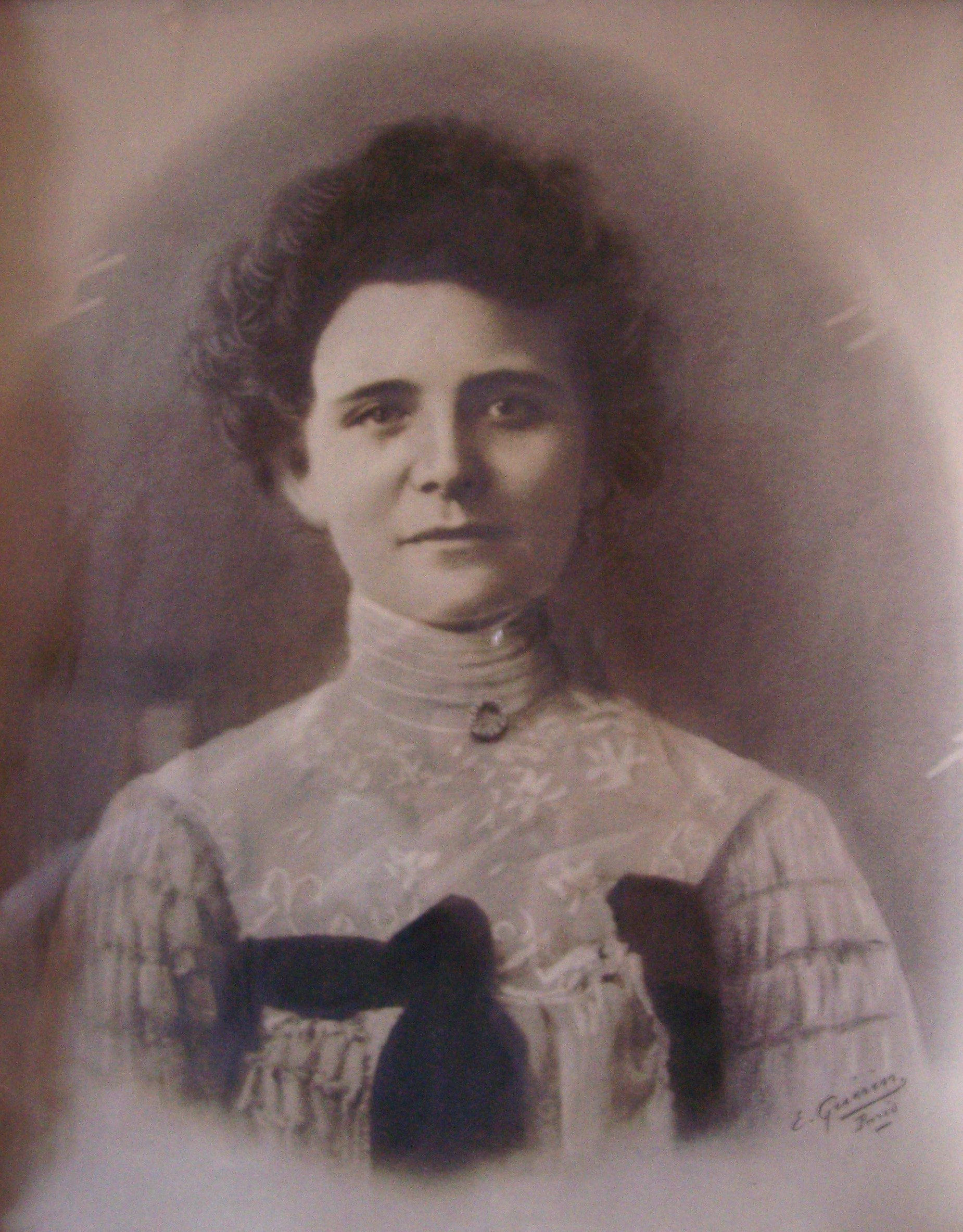
Portrait de Mathilde Laigle (crayon).

- Saint Eucher, issu d'une grande famille gallo-romaine et riche propriétaire en pays d’Aigues, fut sénateur d'Aquæ Sextiæ, puis moine à Lérins, ermite dans le Luberon puis évêque de Lyon de 435 à 449
- Mathilde Laigle à Beaumont-de-Pertuis : écrivain(e), professeur au Wellesley College (université des États-Unis). Elle a marqué l'histoire des femmes par ses nombreuses publications et est considérée par les spécialistes comme une des premières intellectuelles travaillant à l'université. Elle est l'auteure du premier livre de référence sur Christine de Pisan (1912). Elle a vécu à Beaumont-de-Pertuis, dans la rue appelée aujourd'hui « Partissol » depuis les années 1930 jusqu'à sa mort. Elle est enterrée au cimetière de Beaumont (dans la partie médiane du cimetière).
- Maurice Pardé : géographe et père de la potamologie (science des fleuves). Il épouse une Beaumontaise, Jeanne Alamelle, à Beaumont-de-Pertuis en 1918. Bien qu'il ne soit pas domicilié à Beaumont, il y possède une résidence secondaire. Il repose avec son épouse au cimetière de Beaumont.
- Émile Pardé[127] : fils de Maurice Pardé et de Jeanne Alamelle, né à Beaumont-de-Pertuis en 1920. Étudiant en médecine navale, il devient résistant dans le Maquis de l'Oisans (section Porte), en tant que médecin du groupe. Il est tué par les Allemands le 13 août 1944 lors de l'attaque du Poursollet. D'abord enterré sur place, son corps est transféré le 4 septembre 1944 au cimetière de Beaumont. La principale rue du village porte son nom.
- Claire Monestès : fondatrice du lieu communautaire et maison-mère des Xavières à la Pourraque. Elle est enterrée au cimetière de Beaumont.

### Bibliographie

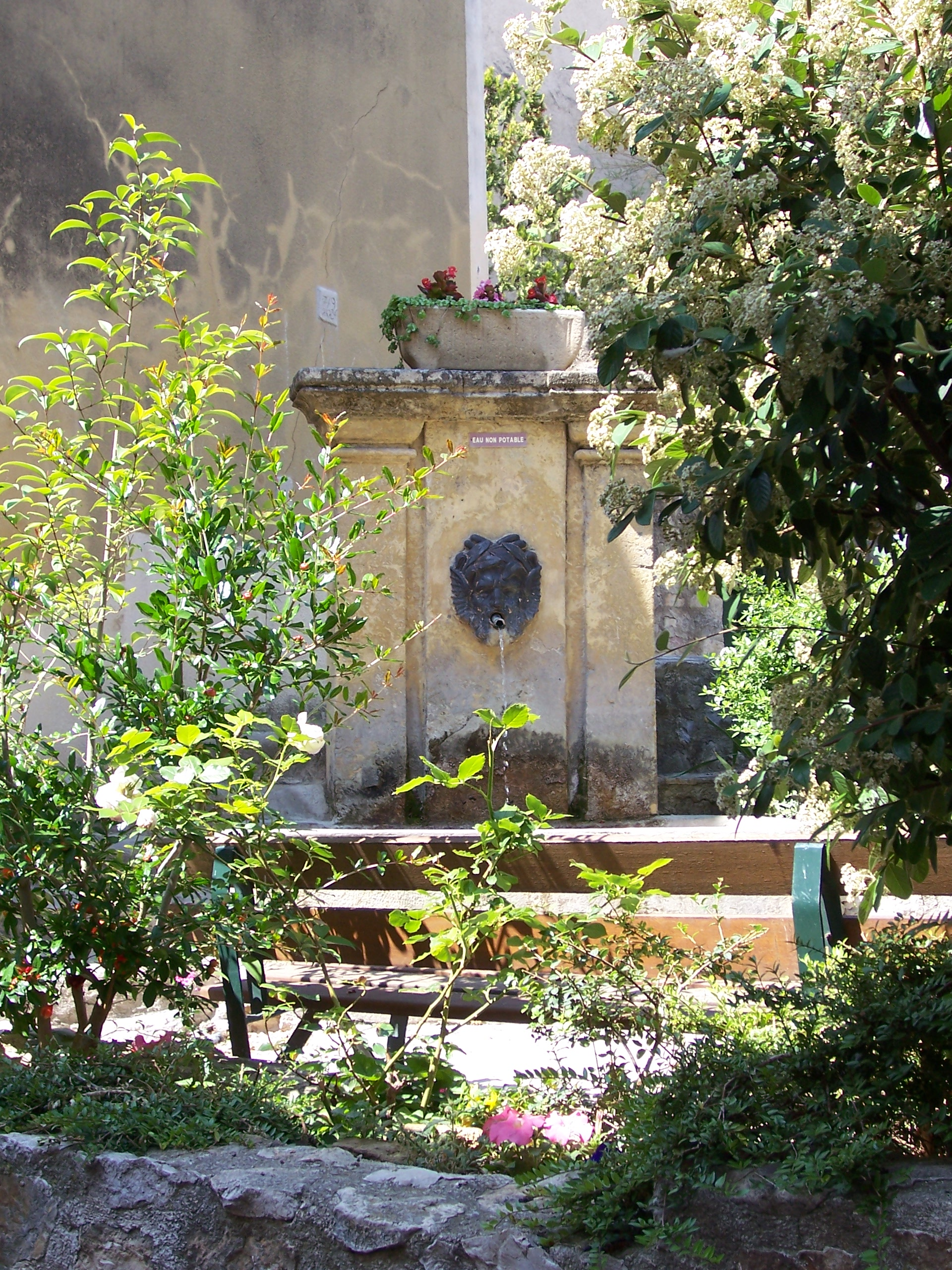
Fontaine (été 2006).

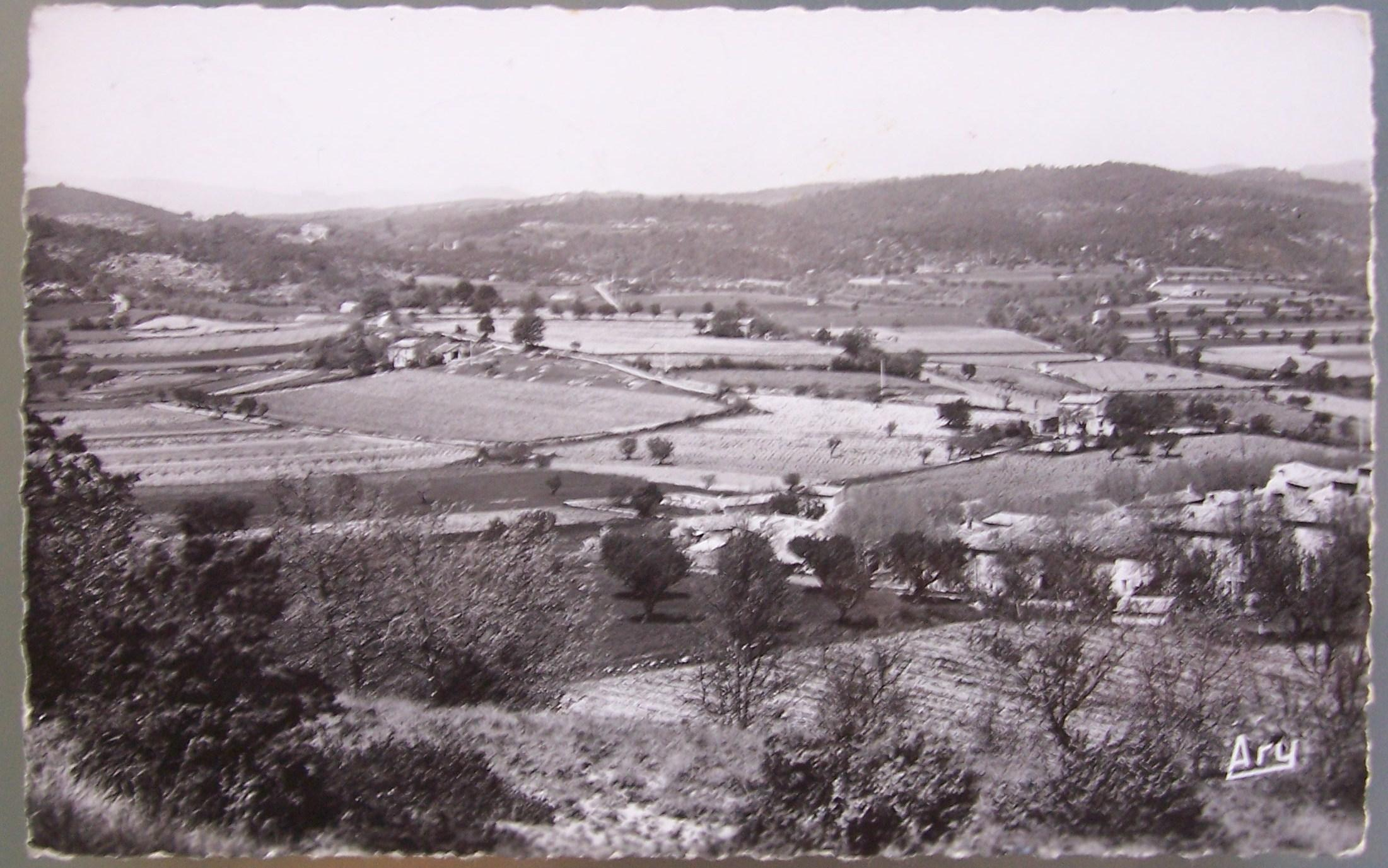
Quartier du Claus (carte envoyée en 1964).